# Wayne Rooney
Wayne Mark Rooney (sinh ngày 24 tháng 10 năm 1985) là một cựu cầu thủ bóng đá và hiện là huấn luyện viên bóng đá cho câu lạc bộ EFL Championship Birmingham City. Anh thường chơi ở vị trí tiền đạo, đôi khi anh cũng được sử dụng ở vị trí tiền vệ. Được đánh giá là một trong những cầu thủ xuất sắc nhất thế hệ của anh, Rooney là cầu thủ ghi nhiều bàn thắng nhất cho Manchester United và từng ghi bàn nhiều nhất cho đội tuyển bóng đá quốc gia Anh từ năm 2015 đến 2023.
Rooney gia nhập đội trẻ Everton khi mới 9 tuổi và có trận ra mắt chuyên nghiệp cho câu lạc bộ vào năm 2002 ở tuổi 16. Anh đã có hai mùa giải thi đấu cho đội bóng vùng Merseyside, trước khi chuyển đến Manchester United với giá 25,6 triệu bảng vào mùa hè năm 2004. tại đây anh giành được 16 danh hiệu và trở thành cầu thủ người Anh duy nhất, cùng với đồng đội Michael Carrick, vô địch Premier League, FA Cup, UEFA Champions League, League Cup, UEFA Europa League và FIFA Club World Cup. Anh đã ghi 253 bàn thắng cho Man United trên mọi đấu trường và trở thành cầu thủ ghi nhiều bàn thắng nhất mọi thời đại của câu lạc bộ, với 183 bàn thắng ở Premier League. Và với 208 bàn thắng của Rooney tại Premier League, anh trở thành cầu thủ ghi bàn nhiều thứ hai mọi thời đại. Anh cũng có số đường kiến tạo nhiều thứ ba ở Premier League, với 103 pha kiến tạo.
Rooney đã có trận đấu quốc tế đầu tiên cho đội tuyển Anh vào tháng 2 năm 2003 ở tuổi 17 và là cầu thủ ghi bàn trẻ nhất của đội tuyển Anh. Anh góp mặt tại UEFA Euro 2004 và ghi được bốn bàn thắng, trở thành cầu thủ ghi bàn trẻ nhất trong lịch sử giải vô địch châu Âu. Rooney cũng đã góp mặt tại các kỳ World Cup 2006, 2010, 2014 và được nhiều người đánh giá là cầu thủ xuất sắc nhất của đất nước quê hương anh. Anh đã 4 lần giành danh hiệu Cầu thủ xuất sắc nhất năm của Anh, vào các năm 2008, 2009, 2014 và 2015. Với 53 bàn thắng sau 120 lần khoác áo đội tuyển quốc gia, Rooney là cầu thủ ghi nhiều bàn thắng nhất mọi thời đại của Anh và là cầu thủ khoác áo đội tuyển quốc gia nhiều thứ hai sau Peter Shilton.

## Tuổi thơ
Rooney sinh ra ở khu vực ngoại ô phía Đông thành phố Liverpool có tên là Croxteth, trong một gia đình lao động nghèo khó hâm mộ câu lạc bộ Everton. Bố của cậu là Thomas Wayne, mẹ là Jeanette Marie Rooney; cậu có hai người em trai là John và Graeme. Rooney học tại trường tiểu học Our Lady & St Swithin's RC và trung học De La Salle. Giống như bố mẹ, Rooney là một người Anh gốc Ai-len và cũng là một người hâm mộ đội bóng Everton, cầu thủ mà cậu yêu thích nhất của đội bóng này là Duncan Ferguson.
Ngoài bóng đá, Rooney còn đam mê môn quyền anh từ nhỏ, cậu chơi xen lẫn cả hai bộ môn hàng tối. Nhưng đến năm 15 tuổi, khi Rooney gia nhập câu lạc bộ Everton thì các huấn luyện viên ở đó đã bắt buộc cậu phải lựa chọn bởi việc chơi quyền anh sẽ lấy đi rất nhiều sức lực cũng như dễ dẫn tới những chấn thương và Rooney đã quyết định chọn bóng đá.

## Sự nghiệp cấp câu lạc bộ

### Bắt đầu chơi bóng
Rooney bắt đầu chơi bóng cho đội bóng trường Liverpool Schoolboys và anh đã lập được kỷ lục 72 bàn thắng trong một mùa giải ở nơi đây, kỷ lục anh sau đó đã bị phá vỡ vào tháng 5 năm 2010 bởi cậu bé 11 tuổi học cùng trường. Chín tuổi, Rooney chơi cho câu lạc bộ địa phương Copplehouse vùng Walton thi đấu ở giải trung học Kirkdale, anh ghi được 99 bàn trong mùa giải thi đấu cuối cùng trước khi được phát hiện bởi trinh sát viên đội bóng Everton. Trong mùa giải 1995-96, anh đã ghi 114 bàn thắng trong 29 trận thi đấu cho hai đội U-10 và U-11 Everton, và khi mới 15 tuổi anh đã được đôn lên chơi cho đội U-19. Anh đã ghi tổng cộng 8 bàn thắng trong 8 trận đấu của Everton ở giải FA Youth Cup (Cúp FA dành cho các cầu thủ trẻ) năm 2002. Khi vào đến chung kết gặp Aston Villa, đội bóng anh đã bại trận và sau khi ghi một bàn thắng trong trận đấu đó, anh đã khoe chiếc áo thun có dòng chữ: "Once a Blue, always a Blue" (Một khi là màu xanh, mãi mãi là màu xanh). Rooney đã được cho lên đội một của Everton trong chuyến du đấu tại Áo mùa hè năm 2002 và đã ghi được bàn đầu tiên trong trận đấu giao hữu trước SC Weiz (thắng 3–1) vào ngày 15 tháng 7.

### Everton
Rooney có lần ra mắt đầu tiên trong trận đấu trước Southampton vào tháng 4 năm 2002, trận đấu mà anh chỉ xuất hiện trên băng ghế dự bị mà không được vào sân. Ngày 17 tháng 8 năm 2002, Rooney có trận đấu chính thức đầu tiên ở đội một Everton trong trận hòa 2–2 với Tottenham Hotspur. Ngày 1 tháng 10, anh ghi bàn thắng đầu tiên cho Everton sau khi lập được một cú đúp trong chiến thắng 3–0 trước Wrexham tại Cúp Liên Đoàn. Năm ngày trước sinh nhật lần thứ 17 của mình, anh đã ghi được một bàn thắng đẹp mắt vào đúng phút 90 trong chiến thắng 2–1 trước đội đương kim vô địch Arsenal tại sân Goodison Park. Bàn thắng này khiến cho kỷ lục 30 trận liên tiếp bất bại, và 24 trận không thua trên sân khách của Arsenal bị chấm dứt, còn riêng cá nhân anh lúc đó chỉ mới 16 tuổi 361 ngày và bàn thắng đó đã giúp Rooney lập kỉ lục trở thành Cầu thủ Ghi bàn Trẻ nhất tại Giải ngoại hạng Anh (Tiếng Anh: Premier League), nhưng kỉ lục này kể từ đó đã bị phá vỡ hai lần; đầu tiên của James Milner cho Leeds (16 tuổi 357 ngày) và sau đó bởi người đồng đội của anh James Vaughan cho Everton (16 tuổi 271 ngày). Sau đó, anh tiếp tục ghi bàn trong trận thắng 1–0 trước Leeds United.
Trong tháng 12 năm 2002, anh được BBC bầu chọn là Cầu thủ trẻ xuất sắc nhất năm. Sáu ngày sau khi nhận giải, anh ghi bàn giúp Everton lội ngược dòng và thắng Blackburn Rovers với tỉ số chung cuộc 2–1. Vào ngày 26 tháng 12 (ngày tặng quà) trong trận đấu với Birmingham City, anh bị phạt chiếc thẻ đỏ đầu tiên trong sự nghiệp sau pha vào bóng ác ý với Steve Vickers. Cũng trong tháng này, Rooney đã ký hợp đồng chuyên nghiệp đầu tiên của mình và điều đó giúp anh trở thành một trong những cầu thủ trẻ được trả lương cao nhất thế giới. Ngày 23 tháng 3, anh ghi bàn thắng danh dự trong trận thua 2–1 trước Arsenal và đó cũng là bàn thắng đầu tiên trong năm 2003 của Rooney. Vào tháng 4, anh lập công trong chiến thắng 2–1 trước Newcastle United, và sau đó tiếp tục ghi một bàn thắng ở phút 90 trong trận thắng cùng kết quả trước Aston Villa. Anh kết thúc mùa bóng đầu tiên của mình với 8 bàn thắng trong 37 lần ra sân ở mọi giải đấu cho các The Toffees.
huấn luyện viên Arsene Wenger 
Rooney ghi bàn thắng đầu tiên trong mùa giải 2002-03 ở trận hòa 2–2 với Charlton vào ngày 26 tháng 8 năm 2003. Từ đó, anh đã trải qua thời gian dài không ghi bàn cho đến tháng 12 khi anh lập công trong chiến thắng 2–1 trước Portsmouth, và 3–2 trước Leicester City. Bàn thắng cuối cùng của anh trong năm 2003 được ghi trong lần ra sân thứ 50 của anh tại giải đấu, khi Everton đánh bại Birmingham với tỉ số 1–0 bằng bàn thắng duy nhất của anh vào ngày 28 tháng 12. Ngày 21 tháng 2 năm 2004, Rooney ghi cú đúp đầu tiên tại giải ngoại hạng trong trận hòa 3–3 với Southampton. Anh tiếp tục ghi bàn thắng duy nhất trong chiến thắng 1–0 trước Portsmouth vào ngày 13 tháng 3, trước khi ghi bàn trong trận hòa 1–1 với Leicester City một tuần sau đó. Bàn thắng cuối cùng của Rooney trong mùa giải được ghi ở trận hòa 1–1 với Leeds United vào ngày 13 tháng 4.
Đầu năm 2004 ban lãnh đạo đội bóng yêu cầu một hợp đồng 3 năm cùng mức lương 12.000 bảng/tuần với Rooney nhưng đã bị người đại diện của anh từ chối, và điều đó tạo cơ hội cho Newcastle và Manchester United bắt đầu đàm phán để có chữ ký của anh. Trong đó, Everton đã từ chối mức giá 20 triệu £ từ Newcastle và Manchester là người chiến thắng với khoản tiền đưa ra là 25.6 triệu £. Đó cũng là số tiền lớn nhất một đội bóng từng trả cho một cầu thủ dưới 20 tuổi trong lịch sử (lúc đó Rooney 18 tuổi).

### Manchester United

#### Giai đoạn 2004-2006

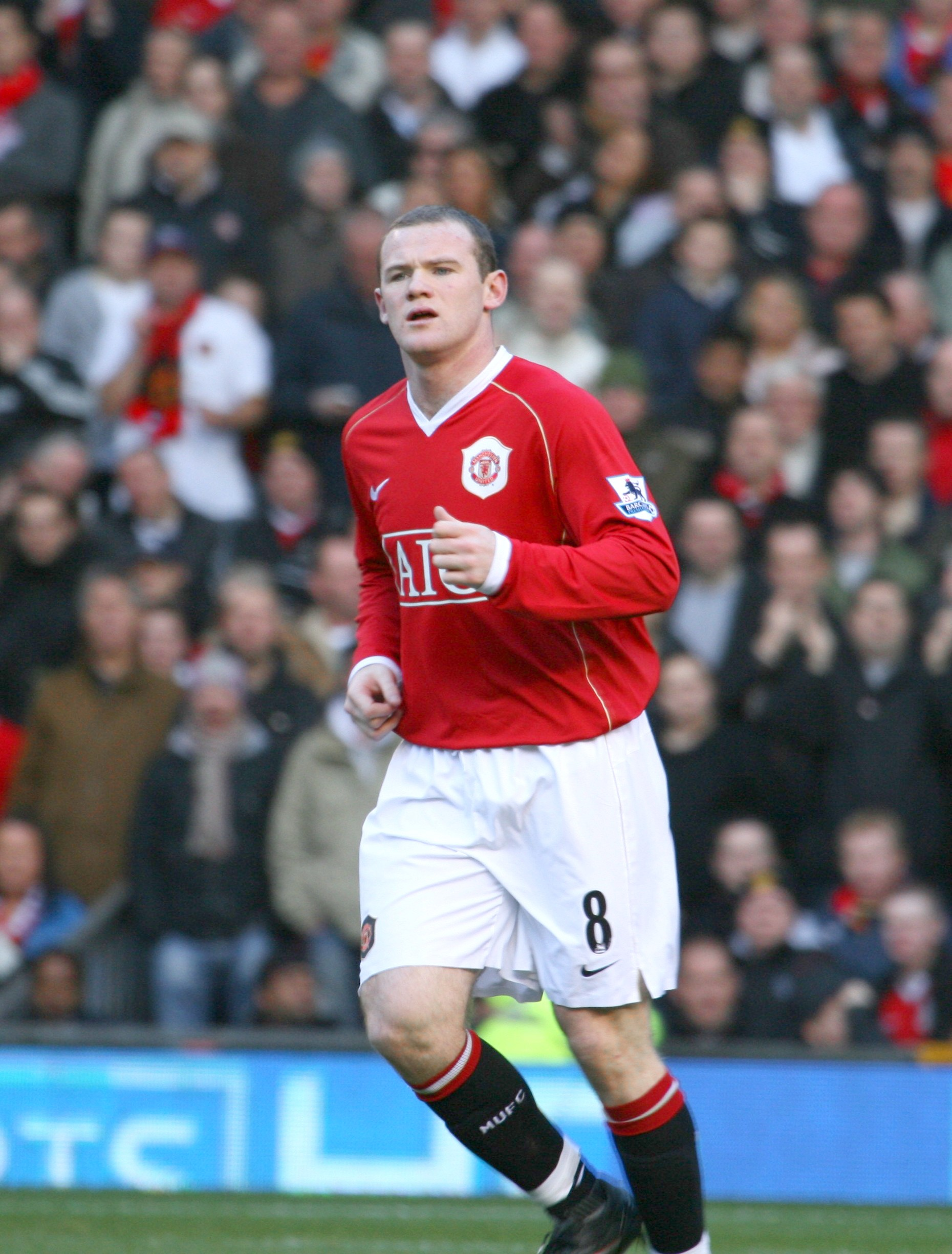
Rooney trong màu áo Manchester United mùa giải 2006-07.

Sau khi Rooney đồng ý ký hợp đồng với Manchester United, huấn luyện viên trưởng của M.U. Alex Ferguson đã tự tin phát biểu: "Tôi rất vui mừng, tôi nghĩ rằng chúng tôi đã có được cầu thủ trẻ xuất sắc nhất nước Anh trong 30 năm qua". Ở M.U., Rooney được mặc chiếc áo số 8 (trước đây là của cựu tiền vệ Nicky Butt) và làm vai trò hộ công cho Van Nistelrooy. Sau một thời gian ngồi ngoài vì chấn thương mà anh dính phải tại Euro 2004, Rooney có trận đấu ra mắt thành công cho M.U. vào ngày 28 tháng 9 năm 2004 trong chiến thắng 6–2 trước Fenerbahçe ở UEFA Champions League với việc anh ghi được một hat-trick cùng với một pha kiến tạo. Ngày 24 tháng 10 trong trận đấu với Arsenal tại sân nhà Old Trafford, Rooney chính là người kiếm quả phạt đền cho Van Nistelrooy mở tỷ số, và đích thân anh ghi bàn ấn định chiến thắng 2–0 cho United. Đó cũng là bàn thắng đầu tiên của anh tại Premier League và bàn thắng đó đã góp phần vào việc chấm dứt chuỗi 49 trận bất bại của Pháo thủ ở giải Ngoại hạng Anh.
Ngày 15 tháng 1 năm 2005, anh tiếp tục lập công với một bàn thắng duy nhất, giúp United đánh bại Liverpool ngay tại sân Anfield. 14 ngày sau trong chiến thắng 3–0 trước Middlesbrough anh tiếp tục nổ súng với hai bàn thắng. Ngày 24 tháng 4 trong trận thắng 2–1 trước Newcastle, Rooney là người ghi bàn gỡ hòa cho M.U. với cú bắt "vô lê" từ cự ly hơn 30m làm bó tay thủ môn Given. Tuy nhiên, mùa giải đầu tiên của Rooney tại Old Trafford đã khép lại mà M.U. không có danh hiệu nào. Họ kết thúc ở vị trí thứ ba tại Premier League và không vào được tứ kết Champions League. Ở hai giải đấu cúp quốc nội, họ bị loại khỏi Cúp Liên Đoàn sau khi thua Chelsea ở bán kết, đội bóng đã giành danh hiệu Premier League mùa giải đó, và thất bại trên chấm luân lưu đầy may rủi trước Arsenal ở trận chung kết Cúp FA 2005 đã khép lại một mùa giải thất vọng của Manchester United cũng như cá nhân Rooney. Cuối mùa giải đó anh là cầu thủ ghi nhiều bàn thắng nhất cho câu lạc bộ với 11 bàn thắng, và đã được Hiệp hội Cầu thủ Chuyên nghiệp Anh (Professional Footballers' Association) bầu chọn là Cầu thủ Trẻ Xuất sắc nhất Năm.
Tháng 9 năm 2005, Rooney bị đuổi khỏi sân trong trận đấu tại UEFA Champions League với Villareal của Tây Ban Nha (kết thúc là một trận hòa không bàn thắng) do vỗ tay châm biếm trọng tài, người đã thổi phạt anh trong một pha phạm lỗi không có chủ ý vào cầu thủ đối phương. Hành động này sau đó còn khiến anh bị Liên đoàn bóng đá châu Âu (UEFA) cấm thi đấu 2 trận tiếp theo với S.L. Benfica và Lille. Danh hiệu đầu tiên của anh với Manchester United là Cúp Liên Đoàn vào năm 2006. Rooney còn được bình chọn là Cầu thủ xuất sắc nhất nhất trận đấu chung kết với Wigan Athletic sau khi ghi hai bàn thắng trong chiến thắng 4–0 của Quỷ đỏ. Ngày 10 tháng 4, Rooney tỏa sáng với một bàn thắng ở phút 54 và giúp M.U. hạ gục Arsenal với tỉ số 2–0. Hy vọng giành được chiếc Cúp Ngoại Hạng Anh đầu tiên của Rooney đã không xảy ra khi M.U. để thua 3–0 trên sân Stamford Bridge trước Chelsea ở vòng 37 và phải kết thúc mùa giải ở vị trí thứ hai. Khâu ghi bàn của Rooney tiến bộ hơn trong mùa giải 2005-06, khi anh có 16 bàn trong 36 trận tại Premier League.

#### Giai đoạn 2006-2009
Rooney bị đuổi khỏi sân trong trận đấu đầu tiên ở Cúp Amsterdam với Porto (M.U. thắng 3–1) ngày 4 tháng 8 năm 2006 sau khi đánh nguội hậu vệ Pepe của đội bạn bằng khuỷu tay, đồng đội của anh Scholes cũng bị đuổi sau khi phạm lỗi từ phía sau với Quaresma. Sau đó, anh cùng với Scholes đã bị phạt bằng lệnh cấm thi đấu ba trận của Liên đoàn bóng đá Anh. Rooney đã viết một bức thư phản đối tới FA, nói rằng họ đã từng "nhẹ tay" với các cầu thủ khác, những người cũng đã bị đuổi ra trong một trận đấu giao hữu nên anh cũng không phải là một trường hợp ngoại lệ. Anh cũng đe dọa sẽ rút lại sự cho phép FA quyền sử dụng hình ảnh của mình nếu họ không thu hồi lệnh cấm, nhưng FA cuối cùng vẫn giữ nguyên hình phạt.

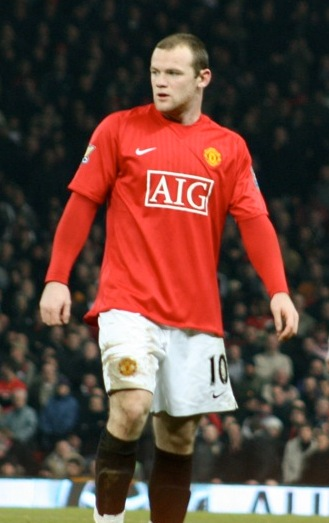
Wayne Rooney, 2008.

Trong nửa đầu của mùa giải 2006-07, Rooney đã kết thúc chuỗi mười trận không ghi bàn với một cú hat-trick vào lưới Bolton, và anh gia hạn hợp đồng thêm hai năm với M.U. vào tháng tiếp theo, giúp anh tiếp tục gắn bó với câu lạc bộ đến năm 2012. Ngày 28 tháng 1 năm 2007 trong trận đấu ở vòng 4 Cúp FA giữa M.U. và Portsmouth, Wayne Rooney đã tỏa sáng với hai pha lập công và giúp United giành chiến thắng 2–1. Ngày 27 tháng 3, Rooney có bàn thắng thứ 50 cho MU và lại vào lưới của Bolton. Trận đó, M.U. thắng 4–1 và anh lập được cú đúp. Đến cuối tháng 4, hai cú đúp liên tiếp trong trận tứ kết Champions League thắng Roma 7–1 và trong trận bán kết lượt đi thắng 3–2 trước AC Milan đã đưa tổng số bàn thắng của Rooney lên con số 23, trong đó có 14 bàn ở Premier League. Ngày 28 tháng 4 Rooney đóng góp một bàn trong chiến thắng 4–2 trước đội bóng cũ Everton và chiến thắng này đã giúp United chạm một tay vào chức vô địch Premiership. Cuối cùng vào ngày 14 tháng 5, sau trận đấu với West Ham Rooney đã đoạt được chiếc Cúp Ngoại hạng Anh đầu tiên trong sự nghiệp của mình và cũng là chiếc cúp đầu tiên sau bốn năm chờ đợi của United. Nhưng Rooney không thể tiếp tục giành Cúp FA để hoàn tất cú đúp danh hiệu cùng Manchester United khi anh cùng các đồng đội đã để thua 1–0 trong trận chung kết Cúp FA 2007 trước Chelsea và không thể ăn mừng danh hiệu Premier League trong niềm vui trọn vẹn.
Rooney đã giới thiệu số áo mới của mình là số 10 (số áo được bỏ trống của Van Nistelrooy, người đã chuyển qua chơi cho Real Madrid một năm trước đó), trong một cuộc họp báo ngày 28 tháng 6 năm 2007 trước cựu tiền đạo M.U. là Denis Law, người cũng từng đeo áo số 10 khi chơi ở United trong thập niên 1960 và đầu thập niên 1970.
Ngày 12 tháng 8 năm 2007, Rooney bị gãy xương bàn chân trái của mình trong trận đấu không bàn thắng với Reading vào ngày khai mạc sau khi va chạm với trung vệ Michael Duberry ở phút 37. Anh cũng đã từng bị một chấn thương tương tự với chân phải vào năm 2004. Sau khi phải ngồi ngoài trong vòng sáu tuần, anh trở lại và ghi bàn thắng duy nhất giúp cho M.U. có được thắng lợi 1–0 trước Roma tại vòng bảng Champions League ngày 2 tháng 10. Ngày 27 tháng 10 năm 2007, Rooney giúp United hạ Middlesbrough với tỉ số 4–1 mà trong đó anh là người chơi hay nhất với 1 bàn thắng từ chấm penalty và thực hiện hai đường chuyền mẫu mực cho người đồng đội Tévez ghi bàn. Tuy nhiên, khi vừa mới trở lại được một tháng, Rooney lại bị dính chấn thương mắt cá chân trong một buổi tập ngày 9 tháng 11, và phải nghỉ thi đấu hai tuần. Trận đấu đầu tiên của anh là trận thắng Fulham vào ngày 3 tháng 12, trong đó anh đã chơi được 70 phút. Ngày 27 tháng 12, Rooney chấm dứt cơn khát bàn thắng của anh ở Giải ngoại hạng kéo dài từ cuối tháng 10 với việc đóng góp một bàn vào chiến thắng đậm đà 4–0 trước Sunderland. Kết thúc mùa giải 2007-08, Rooney bỏ lỡ tổng cộng mười trận đấu và chỉ ghi được 18 bàn thắng (12 trong số này là tại giải quốc nội). Tuy nhiên trong năm này, Manchester United lại giành cả Premier League lẫn UEFA Champions League, trong đó họ đánh bại đối thủ trực tiếp Chelsea trên loạt sút luân lưu trong trận chung kết toàn Anh.
Ngày 1 tháng 10 năm 2008, Rooney ghi bàn thắng mở tỉ số trong chiến thắng 3–0 của United trước Aalborg ở đấu trường Champions League. Ba ngày sau, trong trận thắng Blackburn Rovers tại Giải Ngoại hạng, Rooney trở thành cầu thủ trẻ nhất trong lịch sử giải đấu có 200 lần ra sân. Ngày 27 tháng 10, trong trận đấu với câu lạc bộ cũ Everton trên sân Goodison Park, sau một tình huống phạm lỗi thô bạo với Mikel Arteta, Rooney đã bị trọng tài phạt thẻ vàng. Thấy cổ động viên Everton huýt sáo trêu chọc anh đã hôn phù hiệu của M.U. trên áo sau đó giơ ngón tay trỏ của mình lên (muốn nói rằng trong tim anh chỉ có United) và khiến khán giả đội chủ nhà phẫn nộ. Nhưng sau đó anh đã không bị Liên đoàn bóng đá Anh phạt.

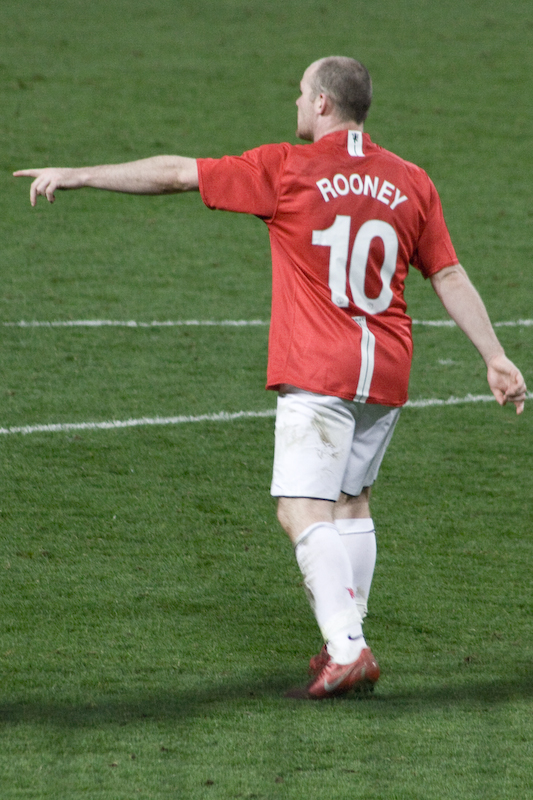
Rooney trong trận đấu với Celtic ở Champions League 2009.

Ngày 30 tháng 11, Rooney ghi bàn thắng duy nhất, đem về thắng lợi quan trọng 1–0 của M.U. trên sân của đối thủ cùng thành phố Manchester City tại Premier League. Trong trận đấu ở lượt trận cuối cùng vòng bảng Champions League với Aalborg, Rooney đã ghi bàn thắng gỡ hòa ở phút 52, giúp United kết thúc trận đấu với 1 điểm và đứng ở vị trí đầu bảng E. Nhưng ngoài bàn thắng ghi được, anh còn để lại hình ảnh xấu về mình khi có một hành vi "phi thể thao" với cầu thủ đối phương ở phút thứ 41 sau khi cố tình đạp lên ngực của Kasper Risgard. Nhưng sau khi xem lại băng ghi hình UEFA đã không đưa ra bất cứ án phạt nào đối với Rooney đồng thời cũng không lý giải tại sao. Ngày 21 tháng 12, anh là tác giả bàn thắng duy nhất ở phút 73 cho M.U. trong trận chung kết Cúp các câu lạc bộ thế giới diễn ra tại Nhật Bản với đại diện của Ecuador, LDU Quito và thêm vào bộ sưu tập của mình một chiếc cúp nữa. Trong giải đấu đó, Rooney cũng được bầu là cầu thủ xuất sắc nhất giải.
Ngày 14 tháng 1 năm 2009, sau khi ghi được bàn thắng giúp United dẫn trước Wigan và cũng là tỉ số chung cuộc của trận đấu ngay ở phút đầu tiên, Rooney đã phải rời sân với chấn thương gân kheo 8 phút sau đó. Rooney đã được ra sân thi đấu sau khi kết thúc ba tuần nghỉ dưỡng thương, trong đó anh bỏ lỡ một trận đấu ở Cúp Liên Đoàn và 4 trận tại Giải Ngoại hạng. Ngày 21 tháng 3 năm 2009, Manchester United bị thất thủ 2–0 trên sân Craven Cottage của Fulham, và Rooney bị phạt thẻ đỏ chừng 1 phút trước khi trận đấu kết thúc do hằng học ném bóng về phía trọng tài. Tâm lý ức chế, anh đã lao vào chửi ông trọng tài rồi sau đó đấm vào lá cờ có hình hiệu đội chủ nhà tại một điểm đá phạt góc với vẻ đầy tức tối. May mắn cho Rooney, anh đã thoát án phạt cấm thi đấu ba trận từ FA và chỉ bị phạt cấm thi đấu một trận. Ngày 25 tháng 4 năm 2009, Rooney giúp M.U. có được trận thắng trước Tottenham. Đội bóng của anh đã ghi được 5 bàn thắng trong hiệp hai để từ bị dẫn 2–0 rồi thắng ngược 5–2 trong một cuộc lội ngược dòng ngoạn mục. Rooney ghi được hai bàn thắng, kiến tạo hai và có một đường chuyền đã dẫn đến quả phạt đền cho bàn thắng đầu tiên của United. Anh kết thúc mùa bóng với 20 bàn thắng trên tất cả các mặt trận và là chân sút hàng đầu cho Manchester United (cùng với Cristiano Ronald - cầu thủ ghi được 18 bàn). Mùa giải Champion League năm đó, Rooney cùng các đồng đội đã có mặt ở trận chung kết với đối thủ Barcelona nhưng cuối cùng đã để thua 2–0 và United không thể lập được kỉ lục đội bóng có 2 năm liên tiếp đoạt chức vô địch danh giá này.

#### Mùa giải 2009-2010
Sau khi Carlos Tévez và Cristiano Ronaldo, hai người đối tác ăn ý với Rooney trên hàng tấn công lần lượt rời M.U. để đến với Manchester City và Real Madrid, Rooney bắt đầu mùa giải mới với nhiệm vụ người ghi bàn hàng đầu cho đội bóng. Và cũng chính Wayne đã tự tin phát biểu trên tờ The Sun rằng anh hoàn toàn có thể ghi được số bàn thắng của cả Ronaldo và Tévez cộng lại.
Anh ghi một bàn thắng ở phút 90 trong trận chung kết tranh Siêu cúp Anh 2009 với Chelsea, tuy nhiên United đã để thua Chelsea ở loạt sút luân lưu. Sau đó, cũng chính anh ghi bàn thắng duy nhất của trận đấu mở màn Premier League mùa giải 2009-10 trước Birmingham, nâng tổng số bàn thắng trong sự nghiệp của anh lên con số 99. Nhưng anh đã không ghi bàn trong trận đấu tiếp theo, một thất bại lịch sử (1–0) trước đội bóng mới được thăng hạng Burnley tại sân Turf Moor. Ngày 22 tháng 8 năm 2009, anh trở thành cầu thủ thứ 20 của Manchester United đã ghi hơn 100 bàn thắng cho câu lạc bộ bằng một cú đúp trong chiến thắng 5–0 trước Wigan trên sân DW.
Ngày 29 tháng 8 năm 2009, United đã thắng Arsenal tại Old Trafford. Rooney ghi bàn gỡ hòa từ chấm phạt đền sau khi Andrei Arshavin đã đưa Arsenal dẫn trước. Trận đấu đã kết thúc với tỉ số 2–1 cho Manchester United sau khi Abou Diaby đánh đầu phản lưới nhà. Năm ngày sau, Rooney nhận xét về pha ngã trong vòng cấm ở trận gặp Arsenal:"Mọi người khi xem tôi thi đấu đều biết tôi là cầu thủ trung thực. Tôi luôn thi đấu một cách đứng đắn hết mức có thể. Còn khi trọng tài cho hưởng phạt đền, bạn không thể làm gì khác. Chẳng lẽ lại từ chối". Vào ngày 28 tháng 11, Rooney ghi bàn và lập hat-trick đầu tiên của anh sau ba năm ở trận thắng 4–1 trước Portsmouth ở vòng 14 Giải Ngoại hạng, với hai trong số đó là trên chấm 11m. Ngày 27 tháng 12, anh được trao giải thưởng Cầu thủ xuất sắc nhất trận đấu với Hull city. Anh đã tham gia vào tất cả các bàn thắng trong trận đấu, đánh đầu mở tỉ số nhưng sau đó lại vô tình chuyền bóng cho cầu thủ đội bạn cân bằng tỉ số. Ngay sau đó, anh buộc Andy Dawson phải đá phản lưới nhà trước khi kiến thiết cho Dimitar Berbatov ghi bàn thắng thứ ba cho United và giúp M.U. thắng 3–1. Vào ngày 30 tháng 12, ba ngày sau chiến thắng trước Hull, anh lại ghi một bàn giúp United thắng Wigan 5–0 trong trận đấu cuối cùng của năm 2009.

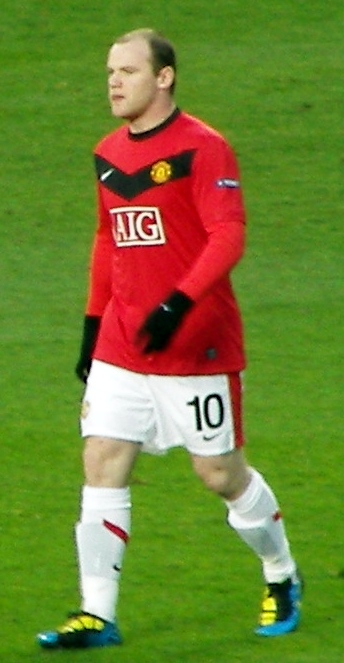
Rooney phải rời sân do tái phát chấn thương trong trận lượt về tứ kết Champions League 2010.

Ngày 23 tháng 1 năm 2010, Rooney đã ghi cả bốn bàn thắng trong chiến thắng 4–0 của Manchester United với Hull City; ba trong số các bàn thắng đã đến trong vòng 10 phút cuối của trận đấu. Đây là lần đầu tiên trong sự nghiệp của mình anh ghi được bốn bàn thắng trong một trận đấu. Vào ngày 27 tháng 1, anh tiếp tục thể hiện khả năng chạy chỗ và dứt điểm tuyệt vời của mình bằng cách đánh đầu ghi bàn trong một tình huống cố định ở phút thứ hai của thời gian bù giờ giúp M.U. chiến thắng trong trận derby với Manchester City và đưa nửa đỏ thành Manchester tiến vào trận chung kết (tổng tỉ số sau hai lượt đi-về là 4–3), đó là cơ hội giành được chiếc Cúp Liên đoàn đầu tiên kể từ năm 2006 của Wayne. Ngày 31 tháng 1 năm 2010, Rooney tiếp tục ghi thêm một bàn trong chiến thắng 3 - 1 trước Arsenal. Đây là bàn thắng đầu tiên Rooney ghi được tại sân Emirates, đáng chú ý là bàn thắng đầu tiên trong sự nghiệp của anh cũng là vào lưới đội bóng nhiều duyên nợ này. Ngày 16 tháng 2, Rooney ghi được hai bàn thắng đều bằng đầu trong chiến thắng 3 -2 ở trận lượt đi vòng 1/16 UEFA Champions League trước AC Milan tại San Siro. Ngày 28 tháng 2, anh vào sân thay cho Michael Owen bị chấn thương và lập tức ghi được một bàn thắng bằng đầu từ đường chuyền của Valencia để giúp M.U. hạ Aston Villa và giành Cúp Liên đoàn với tỉ số 2–1. Ở trận lượt về Champions League, Rooney lập một cú đúp Manchester trong chiến thắng vang dội 4–0 của đội chủ nhà trước AC Milan, nâng tổng số bàn thắng của anh tại mùa giải lên con số 30. Sau đó, anh lại có thêm một cú đúp nữa chỉ 5 ngày sau đó tại Old Trafford, trong trận thắng 3–0 trước Fulham. Sáu ngày sau, Rooney tiếp tục ghi bàn từ chấm 11m trong trận thắng 2–1 của M.U trước Liverpool tại sân nhà Old Trafford và giúp United tái chiếm ngôi đầu từ tay Arsenal.
Ngày 30 tháng 3, trong khi M.U. nhận thất bại 2–1 trước Bayern Munich tại trận đấu lượt đi thuộc vòng tứ kết Champions League (tại sân Allianz Arena của Munich), Rooney phải tập tễnh rời sân khi anh bị chấn thương ở mắt cá chân của mình vào phút cuối cùng. Có những lo ngại rằng anh đã bị chấn thương dây chằng nghiêm trọng hoặc thậm chí là một mắt cá bị hỏng, nhưng vết thương của Rooney sau đó đã được thông báo rằng chỉ là do dây chằng tổn thương nhẹ, và rằng anh sẽ được ra sân trong vòng 2-3 tuần, tức là anh sẽ không thi đấu trận Manchester United-Chelsea và trận tái đấu Bayern Munich vào tuần tới. Nhưng trận đấu lượt về tứ kết Champions League, Rooney đã bất ngờ có mặt trong đội hình xuất phát của United. Mặc dù M.U. dẫn trước 3–0 chỉ trong 41 phút, nhưng đội bóng nước Đức sau đó đã có 2 bàn thắng (United buộc phải thi đấu với 10 người sau khi Rafael đã bị đuổi khỏi sân) để tổng tỉ số sau hai lượt đi-về là 3–3 và United phải bị loại do luật bàn thắng sân khách. Rooney còn bị thay ra sau khi lại tái phát chấn thương mắt cá chân của mình. Vào ngày 25 tháng 4, Rooney đạt được danh hiệu Cầu thủ xuất sắc nhất năm của PFA, Cầu thủ xuất sắc nhất năm của FWA. và Cầu thủ xuất sắc nhất mùa giải của Barclays để hoàn tất "cú ăn ba" danh hiệu ở mùa giải này. Cuối mùa giải Rooney có tới 26 bàn thắng ở giải Ngoại hạng trong tổng số 32 bàn, số lượng bàn thắng cao nhất của anh từ trước đến giờ nhưng cũng không đủ để giúp M.U. đăng quang (Chelsea sau đó đã giành được danh hiệu Ngoại Hạng Anh sau ba năm trắng tay) đồng thời anh cũng chỉ đứng thứ hai trong danh sách Vua phá lưới của Giải Ngoại hạng sau Didier Drogba.

#### Mùa giải 2010-2011
Trận đấu đầu tiên trong mùa giải 2010-2011 của Rooney là chiến thắng 3–1 trước đương kim vô địch Chelsea tại trận tranh Siêu cúp nước Anh. Trận đấu này Rooney chỉ chơi hết hiệp một sau đó được thay ra ở phút 46 thế nhưng anh vẫn thi đấu xông xáo như thường lệ và là người đã thực hiện đường căng ngang như đặt cho Valencia ghi bàn thắng thứ nhất. Anh có trận đấu đầu tiên tại Premier League tiếp đón Newcastle trên sân nhà vào ngày 16 tháng 8 năm 2010, nhưng chưa thể ghi bàn thắng đầu tiên của mùa giải cho riêng mình. Trận đấu sáu ngày sau đó trên sân Craven Cottage của Fulham, anh không thể ra sân thi đấu vì bị đau dạ dày do mắc phải một loại virus. Nhưng Rooney nhanh chóng khỏi bệnh, ra sân trong trận đấu tiếp theo trước West Ham và ghi bàn thắng đầu tiên của anh trong mùa giải chấm dứt 13 trận với 1113 phút tịt ngòi liên tiếp từ màu áo câu lạc bộ đến đội tuyển quốc gia.
Ngày 14 tháng 8, người đại diện của Rooney đã thông báo cho Manchester United về việc Wayne Rooney từ chối gia hạn hợp đồng với đội chủ sân Old Trafford và muốn rời khỏi M.U.. Huấn luyện viên M.U., Sir Alex Ferguson đã nói tại một cuộc họp báo rằng việc này được Rooney quyết định sau một khoảng thời gian dài anh phải vật lộn với chấn thương mắt cá, nhưng Rooney thì lại đưa ra lý do vì anh không được thi đấu và bị huấn luyện viên cho lên băng ghế dự bị quá nhiều. Sau một vài tin đồn, Wayne và đại diện của mình đã đính chính rằng việc muốn rời khỏi câu lạc bộ không phải vì tiền mà vì tham vọng chinh phục các danh hiệu, thứ mà M.U. không đáp ứng được. Nhưng một ngày sau tuyên bố này, Rooney đã đồng ý ký một hợp đồng 5 năm mới tại Manchester United cho đến tận tháng 6 năm 2015 và khẳng định tình yêu của anh luôn dành cho United.
Rooney đã trở lại thi đấu trận đầu tiên cho đội bóng sau khi vào sân thay người trong chiến thắng 2–0 trước Wigan vào ngày 20 tháng 11. Bốn ngày sau, anh ghi bàn thắng duy nhất trên chấm phạt đền giúp M.U. thắng Ranger 1–0 tại Champions League và đưa đội bóng của mình giành quyền vào vòng đấu loại trực tiếp với Valencia. Anh đã bỏ lỡ một quả phạt đền trong chiến thắng 1–0 của Arsenal vào ngày 13 tháng 12. Bàn thắng đầu tiên của Rooney trong năm 2011 đến vào ngày 1 tháng 1 trong trận làm khách trước West Bromwich Albion. Ngày 1 tháng 2 trong chiến thắng 3–1 trước Aston Villa trên sân nhà, Rooney ghi hai bàn và kiến tạo một bàn cho đội trưởng Nemanja Vidić. Ngày 12 tháng 2, Rooney đã thực hiện một cú ngả người móc bóng trên không hoàn hảo ở phút 78 của trận derby Manchester, giúp đội bóng của anh giành chiến thắng 2–1 trước Manchester City. Sau trận đấu, Rooney cho biết trong các bàn thắng anh từng ghi thì đây là bàn thắng đẹp mắt nhất trong sự nghiệp, còn Sir Alex Ferguson khen ngợi đó là bàn thắng tuyệt vời nhất ông từng chứng kiến tại Old Trafford. Hai tuần sau anh ghi bàn thắng thứ 3 giúp M.U. thắng 4–0 trước Wigan, sau đó ghi bàn mở tỉ số trong chiến thắng 2–1 trước Chelsea vào ngày 1 tháng 3. Ngày 12 tháng 3, Rooney ghi bàn ấn định tỉ số 2–0 trong trận đấu với Arsenal tại Cúp FA và giúp United tiến thẳng vào bán kết.
Ngày 2 tháng 4, sau khi M.U. bị West Ham dẫn trước hai bàn, Rooney đã lập hat-trick đầu tiên của mùa giải và giúp United giành thắng lợi chung cuộc với tỉ số 4–2. Đây là hat-trick thứ năm Rooney ghi được cho Manchester United, trong khi pha lập công thứ hai trong trận đấu là bàn thắng thứ 100 của anh ghi được cho M.U. ở giải ngoại hạng và anh cũng là cầu thủ thứ ba ghi được 100 bàn cho đội bóng tính riêng tại Premier League sau Ryan Giggs và Paul Scholes. Ngày 6 tháng 4, Rooney có pha lập công duy nhất trong chiến thắng 1–0 trước Chelsea tại lượt đi tứ kết Champions League và giúp United phá dớp không thắng trên sân Stamford Bridge của đối phương. Những ngày sau, Hiệp hội bóng đá (Football Association - FA) bất ngờ công bố sẽ phạt Rooney vì anh đã chửi thề vào một máy ảnh ngoài đường pitch trong khi ăn mừng ở trận đấu với West Ham trước đó gồm các hình thức là phạt tiền và cấm thi đấu hai trận do sử dụng ngôn ngữ xúc phạm. Rooney chấp nhận bị phạt tiền, nhưng anh không đồng ý với mức án treo giò và gọi đó là hình phạt "quá đáng". Nhưng cuối cùng FA vẫn giữ nguyên án phạt và anh đã vắng mặt hai trận, một trong đó là thất bại trước Manchester City tại vòng bán kết (bị loại khỏi Cúp FA) vào ngày 16 tháng 4. Trong các trận đấu tiếp theo anh đã không ghi bàn và mãi cho đến Anh nổ súng trong trận bán kết lượt đi gặp Schalke 04 của Đức vào ngày 26 tháng 4 và là người đã ghi bàn thắng thứ hai trong chiến thắng 2–0 đó. Đây là lần đầu tiên Rooney trở lại sân Veltins-Arena ở thành phố Gelsenkirchen kể từ trận đấu mà anh bị đuổi khỏi sân trước Bồ Đào Nha tại World Cup 2006.
Ngày 14 tháng 5 năm 2011, anh thực hiện thành công quả phạt đền cho United để cân bằng tỉ số và giúp đội bóng anh có trận hòa 1–1 trước Blackburn Rovers tại sân Ewood Park trong trận đấu áp chót của Premier League mùa giải này. Trận hòa đó là đủ để United đăng quan ngôi vô địch cũng như lập kỷ lục đội bóng có số lần đoạt danh hiệu nhiều nhất với chiếc cúp thứ 19 (vượt qua thành tích 18 lần của Liverpool) và cho Rooney danh hiệu Premier League thứ 4 trong sự nghiệp. Ngày 29 tháng 5 anh cùng các đồng đội bước vào trận chung kết Champions League trên sân Wembley gặp Barcelona, đội bóng từng đánh bại họ hai năm về trước cũng tại chung kết cúp C1. Nhưng một lần nữa, M.U. lại để thua với tỉ số 3–1 trong đó Rooney là người ghi bàn thắng duy nhất cho United.

#### Mùa giải 2011-2012
Rooney mở màn vòng 1 Ngoại Hạng Anh với bàn thắng vào lưới đội chủ nhà Wesst Brom trong chiến thắng 2–1 cho Bầy quỷ. Anh tiếp tục có bàn thắng thứ hai khi đánh đầu ghi bàn trong trận thắng Tottenham 3–0 từ đường chuyền của Ryan Giggs.
Cuối tháng 8, Rooney lập kỉ lục ghi 150 bàn cho bầy quỷ trong trận Manchester United hủy diệt Arsenal 8–2 trên sân Old Trafford, trong trận cầu đó anh lập hat-trick từ hai siêu phẩm đá phạt trực tiếp, một quả penalty và một đường kiến tạo cho Nani và trở thành cầu thủ hay nhất trận. Ngày 10 tháng 9 năm 2011, Rooney lại lập tiếp hat-trick trong trận thắng đậm Bolton 5–0 trên sân khách, anh trở thành cầu thủ thứ 4 ghi được hat-trick trong 2 trận liên tiếp.
Sau sự kiện Rooney bị truất quyền thi đấu trong trận gặp Montenegro ở vòng loại Euro 2012, anh bị gạt khỏi đội hình xuất phát trong trận tiếp Liverpool vào ngày 15 tháng 10 năm 2011. Rooney trở lại và lập cú đúp ở vòng bảng UEFA Champions League khi đối đầu với câu lạc bộ Oțelul Galați và vượt qua đồng đội Paul Scholes trở thành cầu thủ người anh ghi nhiều bàn thắng nhất trên đấu trường UEFA Champions League.
Ngày 10 tháng 12 năm 2011, Rooney kết thúc chuỗi 8 trận liên tiếp khô hạn bàn thắng bằng cú đúp trong chiến thắng 4–1 trước Wolves tại Old Trafford. Rooney tiếp tục ghi bàn mở tỉ số bằng tình huống đánh đầu từ đường chuyền của Antonio Valencia trước Queen Park Rangers vào ngày 18 tháng 12 năm 2011 và đó là bàn thắng nhanh nhất của Man United khi trận đấu mới bước vào giây thứ 52. Ngày 21 tháng 12 năm 2011 anh có bàn thắng thứ 130 tại Premier League trong trận thứ 300 tại Premier League bằng cú sút xa trong chiến thắng 5–0 trước Fulham tại sân Craven Cottage.
Ngày 8 tháng 1 năm 2012, anh ghi hai bàn trong trận thắng Manchester City 3–2 ở sân Etihad tại khuôn khổ vòng 3 FA Cup, anh chính thức vượt qua huyền thoại Man United là Mark Hughes và vươn lên vị trí thứ bảy với 164 bàn thắng cho câu lạc bộ. Ngày 14 tháng 1 năm 2012, Rooney góp công lớn trong trận thắng Bolton 3–0, anh kiến tạo cả hai bàn cho Paul Scholes và Danny Welbeck. Ngày 5 tháng 2, Rooney lập cú đúp từ chấm phạt đền giúp Manchester United gỡ hòa 3–3 trước Chelsea sau khi họ bị đội chủ sân Stamford Bridge dẫn trước 3–0. Ngày 11 tháng 2 anh đánh dấu trận thứ 500 trong sự nghiệp cầu thủ bằng cú đúp trong chiến thắng 2–1 tước kình địch Liverpool trên sân nhà. Đây cũng chính là trận thứ 350 của anh cho Quỷ Đỏ trên mọi đấu trường. Ngày 4 tháng 3 Rooney mở tỉ số trong trận thắng Tottenham Hospur 3–1 trên sân White Hart Land, anh cũng vượt qua huyền thoại Manchester United Joe Spence, vươn lên vị tí thứ 6 với 169 bàn thắng cho câu lạc bộ. Anh sau đó ghi hai bàn khi đối đầu với Atletico Bilbao trong khuôn khổ Europa League. Ngày 11 tháng 3, Rooney lập cú đúp trong trận thắng West Brom 2–0 trên sân nhà. Ngày 15 tháng 3, anh ghi bàn trên sân của Atletico Bilbao ở lượt về Europa League nhưng Manchester United thua với tỉ số 2–1 và chung cuộc thua 5–3 và bị loại khỏi cuộc chơi. Ngày 26 tháng 3, Rooney ghi bàn thắng duy nhất giúp Manchester United vượt qua Fulham với tỉ số 1–0. Ngày 18 tháng 4, United vượt qua Queen Park Rangers với tỉ số 2–0 mà Rooney mở điểm bằng quả penalty. Ngày 15 tháng 4 anh góp công vào chiến thắng 4–0 trước Aston Villa bằng một cú đúp. Ngày 22 tháng 4, Rooney ghi hai bàn trong trận Manchester United hòa 4–4 một cách khó hiểu trước Everton khi mà họ đã dẫn trước 4–0. Trận hòa đó khiến đội bóng của anh hụt hơi trong cuộc đua vô địch với gã hàng xóm Manchester City. Ngày 13 tháng 5 Manchester United thắng sát nút Sunderland 1–0 trên sân khách với pha đánh đầu cận thành của Rooney tại vòng 38, Quỷ Đỏ đã gần như chạm tay vào chiếc cúp tuy nhiên tong trận đấu song song diễn ra, Manchester City cũng đã vượt qua Queen Park Rangers 3–2 bằng bàn thắng vào giây cuối cùng của Sergio Aguero. Mặc dù Manchester United cùng điểm số với Man City sau trận thắng đó (89 điểm) nhưng họ lại thua xa về hiệu số bàn thắng bại (56+ so với 64+), Quỷ đỏ và Rooney đành cay đắng ngậm ngùi nhìn Manchester City nâng cúp vô địch Ngoại hạng Anh.
Rooney kết thúc mùa giải với 26 bàn thắng tại Premier League, đứng thứ hai trong danh sách ghi bàn. Và anh có tổng cộng 34 bàn thắng trên mọi đấu trường.

#### Mùa giải 2012-2013
Mặc dù có sự góp mặt của Robin van Pesie, người được Sir Alex chiêu mộ từ Arsenal nhưng Wayne Rooney vẫn chơi năng nổ. Anh được ngồi dự bị trận Man utd gặp Everton ở lượt đi. Sau đó anh đá trận gặp Fullham. Nhưng Rooney bị một chấn thương đùi khá nặng khi va chạm với Hugo Rodallega của Fullham và phải nghỉ thi đấu gần 4 tuần. Trở lại sau chấn thương, Wayne Rooney lập một chuỗi thành tích khá đẹp. Anh kiến tạo cho Shinji Kagawa ghi bàn vào phút 68 trong trận thua 2–3 trước Tottenham. 3 ngày sau, anh kiến tạo cho Van Persie 1 bàn vào lưới CFR Cluj tại Champions League. Anh có bàn thắng đầu tiên vào lưới Stoke City trong chiến thắng 4–2 của Man Utd, đây cũng là bàn thắng thứ 200 cho câu lạc bộ
Ngày 7 tháng 11, anh ghi bàn thắng UEFA Champions League đầu tiên của mùa giải, ghi được một quả penalty trong chiến thắng 3–1 trước SC Braga. Anh lập cú đúp vào lưới Reading trong chiến thắng 4–3 trên sân của Reading và Manchester City tại sân vận động Etihad trong trận Derby Manchester ngày 09 tháng 12 năm 2012 mà United thắng 3–2. Ngày 30 tháng 1 năm 2013, Rooney ghi hai bàn trong trận gặp Southamton, trận đó MU thắng 2–1. Ngày 8 tháng 5 năm 2013, Sir Alex tuyên bố giã từ sự nghiệp cầm quân. Ngày 12 tháng 5, trong trận cuối cùng của Ferguson trên sân nhà, Rooney đã kiến tạo 1 bàn. Anh không xuất hiện trong trận gặp West Brom, trận đấu thứ 1500 và trận đấu chia tay Sir Alex.

#### Mùa giải 2013-2014
Ngày 5 tháng 7 năm 2013, tân huấn luện viên của Manchester United David Moyes thông báo rằng Rooney không phải để bán sau khi tiền đạo này được sự quan tâm đặc biệt từ phía Chelsea, Arsenal, Real Madrid, Paris Saint Germain. Ngày 17 tháng 7 năm 2013, phía Chelsea đã xác nhận rằng họ đã theo đuổi thương vụ chuyển nhượng Rooney ít ngày trước đó, huấn luyện viên của Chelsea José Mourinho rất muốn đưa Rooney về sân Stamford Bridge, số tiền mà The Blues đặt ra là khoảng 20 triệu bảng tuy nhiên phía Quỷ đỏ đã từ chối thẳng thừng.
Anh có trận đấu khai mạc mùa giải khi vào sân thay Ryan Giggs và có hai đường kiến tạo trong trận Man United thắng Swansea 4–1 trên sân nhà. Ngày 7 tháng 7 năm 2013, Rooney bị chấn thương ở vùng đầu khi cố tranh chấp bóng với trung vệ Phil Jones trong lúc tập luyện, chấn thương này khiến anh bỏ lỡ trận gặp Liverpool. Rooney có bàn thắng đầu tiên trong một tình huống đá phạt trược tiếp nâng tỉ số chung cuộc lên 2–0 mà Manchester United thắng Crystal Palace, Rooney đã vui sướng bật khóc sau bàn thắng ấy và coi đó như một bước tiến đầu trong mùa giải mới. Ngày 17 tháng 9 anh lập cú đúp trong trận thắng Bayer Leverkusen 4–2 tại Champions League, qua đó xác lập kỉ lục có 200 bàn thắng cho câu lạc bộ trên mọi mặt trận. Ngày 22 tháng 9 trong trận Derby Manchester, Rooney lập một siêu phẩm đá phạt ở phút 89 để gỡ lại một bàn danh dự cho quỷ đỏ trong trận thua tan tác trước gã hàng xóm ồn ào Man City 4–1 tại Etihad. Anh lại lập tiếp cú đúp bàn thắng trong trận hòa 2–2 trước Tottenham tại White Hart Land ngày 1 tháng 12 năm 2014. Rooney lập kỉ lục ghi bàn thứ 150 tại Preimer League khi anh có bàn gỡ hòa hai đều bằng cú volley tuyệt đẹp và kiến tạo một bàn nữa cho đồng đội-trận ấy Manchester United lội ngược dòng kịch tính thắng 3–2 trước Hull City mặc dù trước đó họ bị dẫn hai bàn từ rất sớm. Ngày 21 tháng 2 năm 2014, anh chính thức gia hạn hợp đồng với câu lạc bộ đến năm 2019 và hưởng mức lương cao ngất ngưởng 300.000 £ đối với một cầu thủ. Trở lại Champions League, Rooney có pha kiến tạo cho Robin van Persie ghi bàn mở tỉ số khi Manchester United thắng một cách đầy ngoạn mục 3–0 tại Old Traford trước đối thủ Hy Lạp Olympiakos ở lượt về mà trước đó họ bị thua trắng 0–2 trên sân khách và tưởng chừng không thể vượt qua, chung cuộc Quỷ đỏ lách qua khe cửa hẹp giành tấm vé vào tứ kết với tổng tỉ số là 3–2 sau hai lượt trận nhưng bị hùm xám Bayern Munich hạ gục 2–4 chung cuộc và dừng chân ở tứ kết. Ngày 22 tháng 3 năm 2014, anh ghi hai bàn trong trận thắng West Ham United 0–2 mà một trong hai bàn thắng là cú sút đầy ngẫu hứng từ giữa sân vào lưới thủ môn đối phương. Gã Shrek (biệt danh của Rooney) xác lập kỉ lục là cầu thủ thứ ba ghi được nhiều bàn thắng nhất trong câu lạc bộ với 212 bàn, kỉ lục này vẫn đang thuộc về cựu cầu thủ Sir Bobby Charlton với 249 bàn thắng.
Rooney kết thúc mùa giải với tư cách là người ghi bàn nhiều nhất đội (17 bàn) và người kiến tạo nhiều nhất đội (10 pha), và riêng tại đấu trường Champions Leauge, tiền đạo người Anh là cầu thủ có số pha kiến tạo nhiều nhất với 8 pha, Ángel Di María (Real Madrid) xếp thứ hai với 6 pha kiến tạo.

#### Mùa giải 2014-2015
Sau khi đội trưởng Nemanja Vidić rời câu lạc bộ vào tháng 7 năm 2014, Rooney được tân huấn luyên viên Louis van Gaal chọn là người đeo băng thủ quân trong suốt mùa giải 2014–1015.
Ngày 16 tháng 8 năm 2014, Rooney có bàn thắng đầu tiên trong ngày khai mạc Ngoại Hạng Anh bằng cú xe đẹp chổng ngược từ tình huống đá phạt góc, nhưng chung cuộc Man United thua 1–2 trước Swansea. Ngày 27 tháng 9 năm 2014, Rooney vươn lên trở thành cầu thủ thứ ba ghi nhiều bàn thắng nhất trong lịch sử Premier League, vượt qua Thierry Henry của Arsenal với 17 bàn trong trận thắng 2–1 West Ham United. Cũng trong trận đấu đó anh bị truất quyền thi đấu vì phạm lỗi phía sau với Steward Downing và bị treo giò ba trận trong đó có trận đấu quan trọng với Chelsea. Ngày 22 tháng 11 năm 2014 anh ghi bàn nâng tỉ số lên 1–2 trong trận thắng Arsenal trên sân Emirates, đó cũng là chiến thắng đầu tiên trên sân khách của Qủy Đỏ. Anh tiếp tục ghi bàn trong trận Manchester United thắng Hull City 3–0. Ngày 14 thắng 12 năm 2014, Rooney mở tỉ số trong trận thắng kình địch Liverpool 3–0. Ngày 26 tháng 12 năm 2014, anh lập cú đúp giúp đội nhà thắng 3–1 khi tiếp Newcastle United, Manchester United lập kỉ lục lần thứ 50 thắng trong ngày Boxing Day. Với màn trình diễn ấn tượng Rooney được bầu là cầu thủ xuất sắc nhất CLB tháng 12. Trong suốt mùa giải anh thường được Van Gaal xếp đá ở vai trò tiền vệ.
Ngày 16 tháng 1 năm 2015, trong khuôn khổ FA Cup, dù Manchester United thắng Preston 3–1, Rooney là tâm điểm của sự chỉ trích vì hành vi cố ý ngã vờ trong vòng cấm, băng ghi hình cho thấy chưa hề có sự tác động nào giữa anh với thủ môn phía Preston. Nhưng huấn luyện viên Roy Hodgson đã lên tiếng bảo vệ Rooney khi cho rằng anh ta phải buộc mình ngã trong tình huống ấy. Rooney sau đó xin trước báo giới về hành vi của mình, anh nói rằng: " Đó là cơ hội để tôi có penalty, tôi phải tận dụng nó". Quả penalty đó cũng là bàn thắng đầu tiên trong năm 2015 của Rooney, kết thúc chuỗi khô hạn bàn thắng của tiền đạo người Anh. Ngày 28 tháng 2 năm 2015 Rooney ghi liên tiếp 2 bàn trong đó có một pha xoay người bắt volley tuyệt đẹp giúp Man United thắng Sunderland 2–0. Nhờ cú đúp ấy, anh trở thành cầu thủ đầu tiên ghi nhiều hơn 10 bàn trong 11 mùa giải liên tiếp. Ngày 15 tháng 3 năm 2015, anh có pha solo và nâng tỉ số lên 3–0 trong chiến thắng trước gà trống Tottenham Hotspur. Kết thúc mùa giải Rooney là cầu thủ ghi nhiều bàn thắng nhất cho câu lạc bộ với 14 bàn trên mọi mặt trận, nhưng đó cũng là con số thấp nhất cho một tiền đạo của Manchester United, lần cuối họ có thành tích buồn đó là vào năm 1982. Man United kết thúc mùa giải với 62 bàn, thành tích tệ thứ hai của họ trong kỉ nguyên Premier League.

#### Mùa giải 2015-2016
Ngày 26 tháng 8 năm 2015 Rooney chấm dứt cơn cơn khát bàn thắng sau 878 phút bàn cú hat-trick trong chiến thắng 4–0 (tổng tỷ số: 7–1) trước Câu lạc bộ Club Brugge tại vòng play-off Champions League. Đây cũng là lần thứ 2 anh ghi ba bàn trong một trận đấu tại cúp châu Âu sau kỳ tích ra mắt trước Fenerbahçe năm 2004. Ngày 17 tháng 10 năm 2015 tại Premier League Rooney ghi bàn quyết định nâng tỷ số lên 3–0 trước Everton, với bàn thắng đấy Rooney cũng tạo cho mình kỷ lục riêng vơi 187 bàn thắng tại Ngoại Hạng Anh, chia sẻ vị trí thứ hai với Andy Cole và đứng sau duy nhất Alan Shearer. Ngày 19 tháng 12 năm 2015 Rooney trở lại đội hình xuất phát sau khoảng thời gian chấn thương trong trận thua 2–1 Norwich City và lập thành tích chơi 500 trận trong màu áo quỷ đỏ.
Ngày 2 tháng 1 năm 2016 bằng một siêu phẩm đánh gót tinh tế đầy ngẫu hứng sau đừng căng ngang của Anthony Martial Rooney ấn định tỷ số 2–1 cho Manchester United trước Swansea City, bàn thắng cũng đưa anh vượt qua Andy Cole với danh nghĩa cầu thủ ghi bàn nhiều thứ hai trong lịch sử Premier League (188 bàn) và vượt qua tiền bối Denis Law để vươn lên vị trí thứ hai trong top ghi bàn nhiều nhất cho Manchester United với 238 bàn trân mọi mặt trận, chỉ đứng sau huyền thoại Sir Bobby Charlton. 15 ngày sau đó anh ghi bàn thắng duy nhất khi Man United đối đầu với Liverpool tại Anfield, Rooney chính thức vượt qua Thierry Henry trở thành cầu thủ số một ghi nhiều bàn nhất trong một giải đấu quốc nội cho một câu lạc bộ với 176 bàn. Ngày 13 tháng 1 năm 2016, Rooney bị thay ra do một chấn thương ở đầu gối và trở lại đội hình chính trong chiến thắng 1–0 tại sân nhà trước Aston Villa ngày 16 tháng 4 năm 2016.
Ngày 21 tháng 5 năm 2016 Wayne Rooney có trận đấu lịch sử khi Manchester United đối đầu với Crystal Palace tại chung kết cúp FA. Anh chơi suốt 120 phút, phút 78 Jason Puncheon mở tỷ số sau một pha sút ở góc hẹp, những tưởng Quỷ Đỏ sẽ gục gã, phút 81 Rooney lên đồng đi bóng đột phá vào hàng thủ của Crystal Palace và căng ngang cho Fellaini đánh đầu bóng đập đất và Mata không bỏ lỡ cơ hội đưa trận đấu về vạch xuất phát, nhưng bi kịch lại đến ngay phút 105 trong khoảng thời gian hiệp phụ thứ nhất khi Chris Smalling buộc phạm lỗi với Yannick Bolasie để ngăng một pha phản công và nhận ngay thẻ vàng thứ hai, những phút sau đó hàng thủ Man United luôn được đặt trong tình huống báo động và giây phút vỡ òa ngay phút 110 khi tài năng trẻ Jesse Lingard với cú ra chân như sấm sét ấn định tỷ số 2–1 cho bầy quỷ qua đó Rooney lần đầu tiên được vinh dự nâng chiếc cúp danh giá FA sau 12 năm chờ đợi.

#### Mùa giải 2016-2017

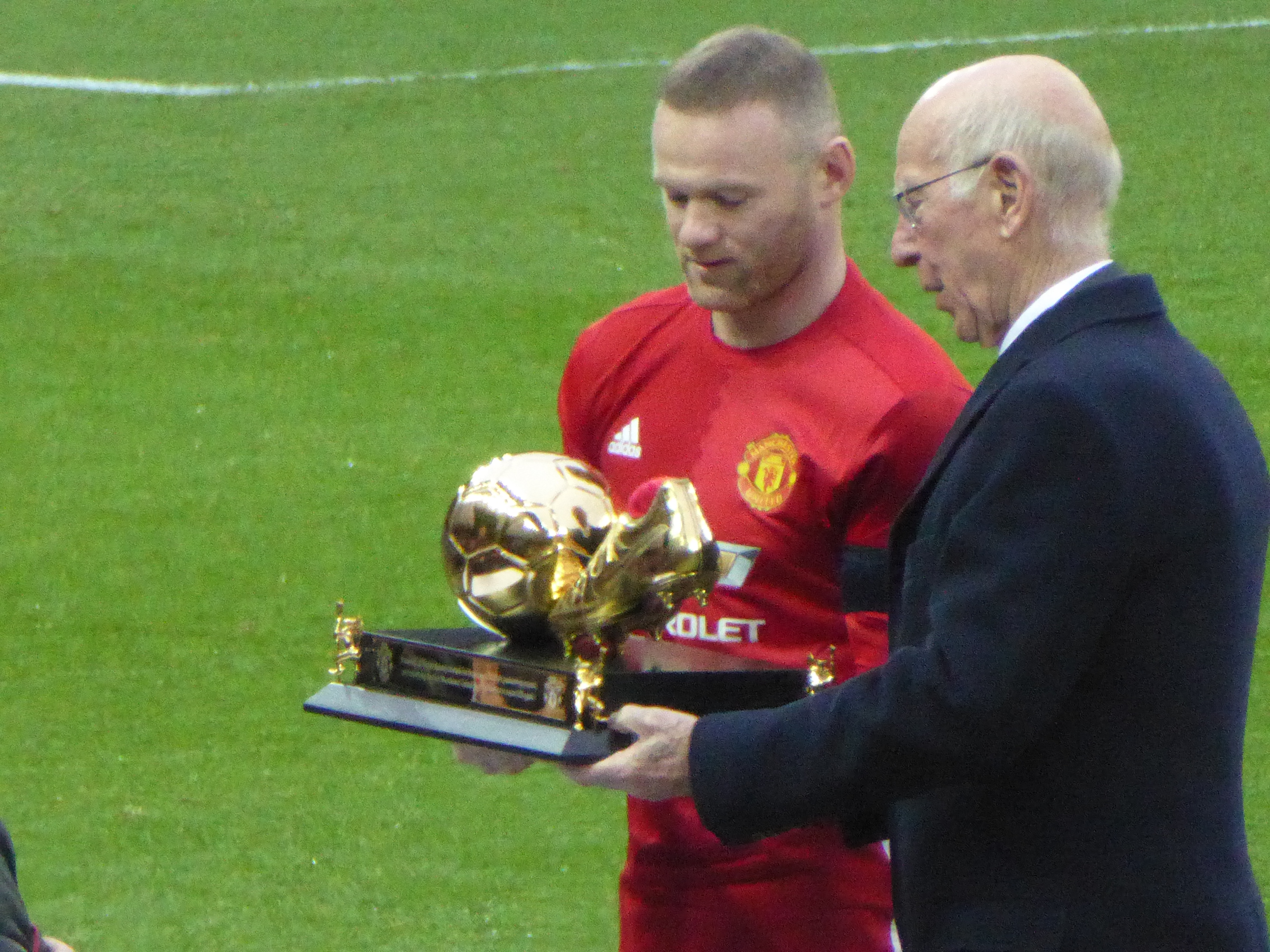
Rooney nhận giải thưởng khi trở thành cầu thủ ghi nhiều bàn thắng nhất của Manchester United từ người giữ kỷ lục trước đó là Sir Bobby Charlton vào tháng 1 năm 2017

Ngày 7 tháng 8 năm 2016, Rooney có pha kiến tạo cho Jesse Lingard ghi bàn mở tỷ số trong chiến thắng 2–1 của Manchester United trước đượng kim vô địch Ngoại hạng Anh là Leicester City tại khuôn khổ FA Community Shield. Ngày 6 tháng 11 năm 2016 Rooney tạo nên một dấu son mới khi trở thàng cầu thủ thứ ba có 100 pha kiến tạo tại Premier League khi anh có hai đường chuyền dọn cỗ cho tiền đạo Ibrahimovic ghi bàn và trận đó Man United đã vượt qua Swansea City với tỉ số 3–1. Ngày 24 tháng 11 năm 2016 anh mở tỷ số tại Europa League trong trận thắng 4–0 khi đối đầu với Câu lạc bộ Feyenoord và vượt qua huyền thoại Ruud Van Nistelrooy để trở thành cầu thủ có số lần lập công nhiều nhất cho một câu lạc bộ tại cúp Châu Âu với 39 bàn.
Vào ngày 7 tháng 1 năm 2017, Rooney chọc thủng lưới Reading tại cúp FA qua đó cân bằng với Sir Bobby Charlton về kỷ lục ghi bàn nhiều nhất cho Manchester United với 249 bàn trên mọi đấu trường. Rooney chỉ mất 543 trận để có thành tích này trong khi Charlton cần đến 758 trận. Ngày 21 tháng 1 năm 2017, Wayne Rooney vào sân từ ghế dự bị ở phút 67 và chính thức đi vào lịch sử câu lạc bộ với 250 bàn cho Quỷ đỏ, vượt qua Charlton bằng một siêu phẩm đa phạt phút cuối trận giúp đội khách hòa kịch tính Stoke City 1–1 tại sân vận động Bet365. Tám ngày sau đó trước chiến thắng 4–0 Wigan Athletic tại vòng bốn cúp FA, Rooney được trao kỷ niệm chương Golden Boot - Danh hiệu cầu thủ có số bàn nhiều nhất cho một câu lạc bộ - và người trao nó là Sir Bobby Charlton, ông đã thừa nhận kỷ lục vô tiền khoáng hậu của Rooney. Vào ngày 14 tháng 5 năm 2017, trong trận thua 2-1 trước Tottenham Hotspur tại vòng 37, Rooney đã ghi bàn thắng cuối cùng tại sân vận động White Hart Lane của Spurs. Trong trận đấu cuối cùng cho Manchester United, Rooney vào sân thay thế khi United đánh bại Ajax với tỷ số 2–0 để giành chức vô địch UEFA Europa League. Rooney kết thúc sự nghiệp của mình ở Manchester United với tư cách là cầu thủ ghi bàn hàng đầu mọi thời đại cho câu lạc bộ với 253 bàn thắng, giành được 5 chức vô địch Premier League và Champions League, Europa League và FA Cup.

### Trở lại Everton

#### Mùa giải 2017-2018
Sau nhiều đồn đoán, vào ngày 9 tháng 7 năm 2017 Rooney trở lại với câu lạc bộ cũ Everton theo một hợp đồng có thời hạn hai năm. Anh có trận đấu chính thức đầu tiên khi Everton thắng MFK Ružomberok 1–0 tại lượt đi vòng loại thứ 3 UEFA Europa League 2017-18. Tiếp đó anh ghi dấu ấn với bàn thắng đầu tiên tại vòng 1 Premier League với một pha chạy chỗ đánh đầu giúp Everton đánh bại Stoke City tại Goodison Park ngày 12 tháng 9 năm 2017. Ngày 21 tháng 8 năm 2017 Rooney lập kỷ lục tròn 200 bàn tại Premier League bằng pha đệm bóng hạ gục thủ thành Ederson Moraes để mở tỷ số, chung cuộc Everton hòa Manchester City 1–1 tại sân Etihad. Rooney lập hat-trick trong chiến thắng 4-0 trước West Ham, trong đó, đáng chú ý là siêu phẩm sút xa ở phút 66. Hart băng ra phá bóng nên bóng trống khung thành, Rooney thực hiện cú sút từ cự ly 64m làm tung lưới West Ham.
Trong chiến thắng 3–1 trước Swansea City vào ngày 18 tháng 12, Rooney đã ghi một quả phạt đền và kiến tạo cho Gylfi Sigurðsson ghi bàn, giúp anh vượt lên trên Frank Lampard với tư cách là cầu thủ có số đường kiến tạo cao thứ ba tại Premier League với 103 lần. Rooney xuất hiện trên  Monday Night Football cho Sky Sports với tư cách là một chuyên gia vào tháng 2 năm 2018, nhận được lời khen ngợi từ cây bút Sachin Nakrani của The Guardian vì "rõ ràng, thông minh, sâu sắc và trung thực". Trong chương trình, anh cho hay Anfield, sân nhà của Liverpool, là bài kiểm tra khó khăn nhất của anh ấy, với Rooney nói rằng "Tôi chưa bao giờ thích chơi ở đó".

### DC United
Vào ngày 28 tháng 6 năm 2018, Rooney ký hợp đồng 3,5 năm với D.C. United thuộc Major League Soccer, và được trao chiếc áo số 9. Anh chính thức hoàn thành việc chuyển đến đội bóng có trụ sở tại Washington khi kỳ chuyển nhượng giữa mùa của Hoa Kỳ mở cửa vào ngày 10 tháng 7.

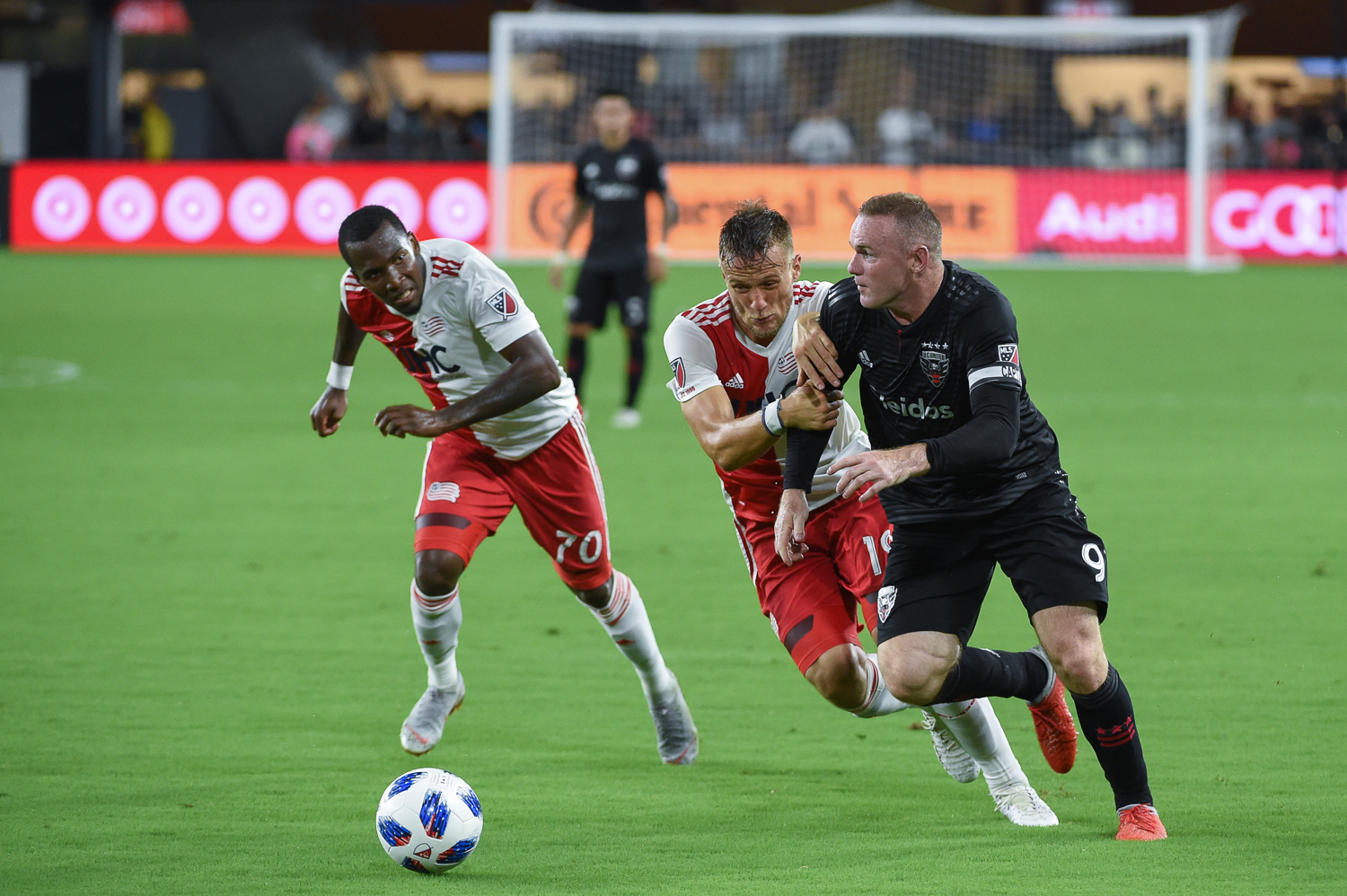
Rooney khi chơi bóng cho D.C. United vào tháng 8 năm 2018

Vào ngày 14 tháng 7, Rooney đã có trận ra mắt cho United trong chiến thắng 3-1 trước Vancouver Whitecaps khi vào sân thay cho Darren Mattocks ở phút thứ 59, và có đường kiến tạo cho Paul Arriola. Màn ra mắt của Rooney diễn ra khi ra mắt sân vận động Audi Field, sân nhà mới của D.C. United. Rooney được HLV Ben Olsen chỉ định làm đội trưởng sau 3 trận, với sự đồng ý của cựu đội trưởng Steve Birnbaum. Bàn thắng đầu tiên cho câu lạc bộ đến vào ngày 28 tháng 7 trong trận đấu đầu tiên làm đội trưởng, vượt qua người đồng đội cũ ở Manchester United, thủ môn Tim Howard, giành chiến thắng 2-1 trước Colorado Rapids tại Audi Field; anh rời trận đấu với một cái mũi gãy sau một pha va chạm bằng đầu với Axel Sjöberg.
Trong trận đấu gặp Orlando City, Wayne Rooney đã ghi bàn thắng duy nhất với một siêu phẩm từ sân nhà. Anh đã tạo nên một siêu phẩm từ tình huống sút xa ngay bên phần sân nhà trong tình huống phản công, và không cho thủ thành Brian Rowe bất cứ cơ hội nào để cản phá, giúp đội giành chiến thắng 3-2 trước Orlando City ở phút 90+6 và giành vé play-off, anh được vinh danh là "Cầu thủ xuất sắc nhất MLS Tháng 10". DC United đã lọt vào Playoffs MLS Cup 2018 nhưng bị loại trên sân nhà trước Columbus Crew SC ở vòng 1, trong đó Rooney đá hỏng sút luân lưu.  Vào cuối chiến dịch, anh được vinh danh là MVP và người chiến thắng chiếc giày vàng của D.C. United, ghi 12 bàn sau 21 trận.
Vào ngày 16 tháng 3 năm 2019, Rooney lập hat-trick đầu tiên & đóng góp 1 pha kiến tạo cho DC United trong chiến thắng 5–0 trên sân nhà trước Real Salt Lake, và sau đó anh ghi bàn thắng thứ 300 trong sự nghiệp ở cấp câu lạc bộ trong thất bại 2-1 trên sân khách trước Houston Dynamo. Vào ngày 27 tháng 6, Rooney ghi bàn từ bên sân nhà lần thứ 3 trong sự nghiệp với một pha lập công ấn định chiến thắng từ cự ly hơn 10 mét sau đường biên ngang để lốp bóng thủ môn Brian Rowe của Orlando City. Anh chơi trận đấu cuối cùng của mình cho câu lạc bộ vào ngày 19 tháng 10, trong trận thua 5–1 trước Toronto FC, ở vòng 1 của vòng loại trực tiếp. Anh đã kết thúc thời gian ở MLS với 23 bàn thắng và 15 đường kiến tạo trong 48 lần ra sân thường xuyên trong mùa giải. Anh ấy đã có tổng cộng 25 bàn thắng sau 52 lần ra sân (mọi giải đấu) cho D.C. United.

### Derby County & giải nghệ
Vào ngày 6 tháng 8 năm 2019, với hai năm còn lại trong hợp đồng với D.C. United, Rooney đã đồng ý một thỏa thuận để trở lại Anh với tư cách là cầu thủ kiêm huấn luyện viên với đội bóng EFL Championship Derby County vào tháng 1 năm 2020. Rooney ngay lập tức được bổ nhiệm làm đội trưởng và ra mắt vào ngày 2  tháng 1 khi anh ở trong đội hình xuất phát và kiến tạo bàn thắng đầu tiên trong chiến thắng 2-1 trước Barnsley F.C.. Rooney đã ghi sáu bàn sau 24 lần ra sân, bao gồm các bàn thắng quyết định trong chiến thắng 2-1 trước Reading và chiến thắng 1–0 trước Preston North End, khi Derby kết thúc mùa giải ở vị trí thứ 10.
Bàn thắng đầu tiên của Rooney trong mùa giải 2020–21 tại trận đấu vòng bốn khi anh thực hiện quả đá phạt ở phút 87 ấn định chiến thắng 1–0 trước Norwich City. Đây là trận thắng đầu tiên trong mùa giải của Derby và đưa câu lạc bộ thoát khỏi nhóm ba đội cuối bảng sau ba trận thua liên tiếp. Tuy nhiên, kết quả không được cải thiện khi HLV Phillip Cocu ra đi theo sự đồng ý của cả hai sau trận thua 1–0 trên sân nhà trước Queens Park Rangers. Rooney bị chỉ trích nặng nề vì màn trình diễn của anh trong giai đoạn đầu mùa. Vào ngày 26 tháng 11 rằng Rooney trở thành huấn luyện viên tạm thời thay thế Cocu dẫn dắt đội bóng trong trận đấu sắp tới với Wycombe Wanderers và đã tự loại mình khỏi đội hình thi đấu. Vào ngày 15 tháng 1 năm 2021, anh chính thức giải nghệ.

## Sự nghiệp quốc tế

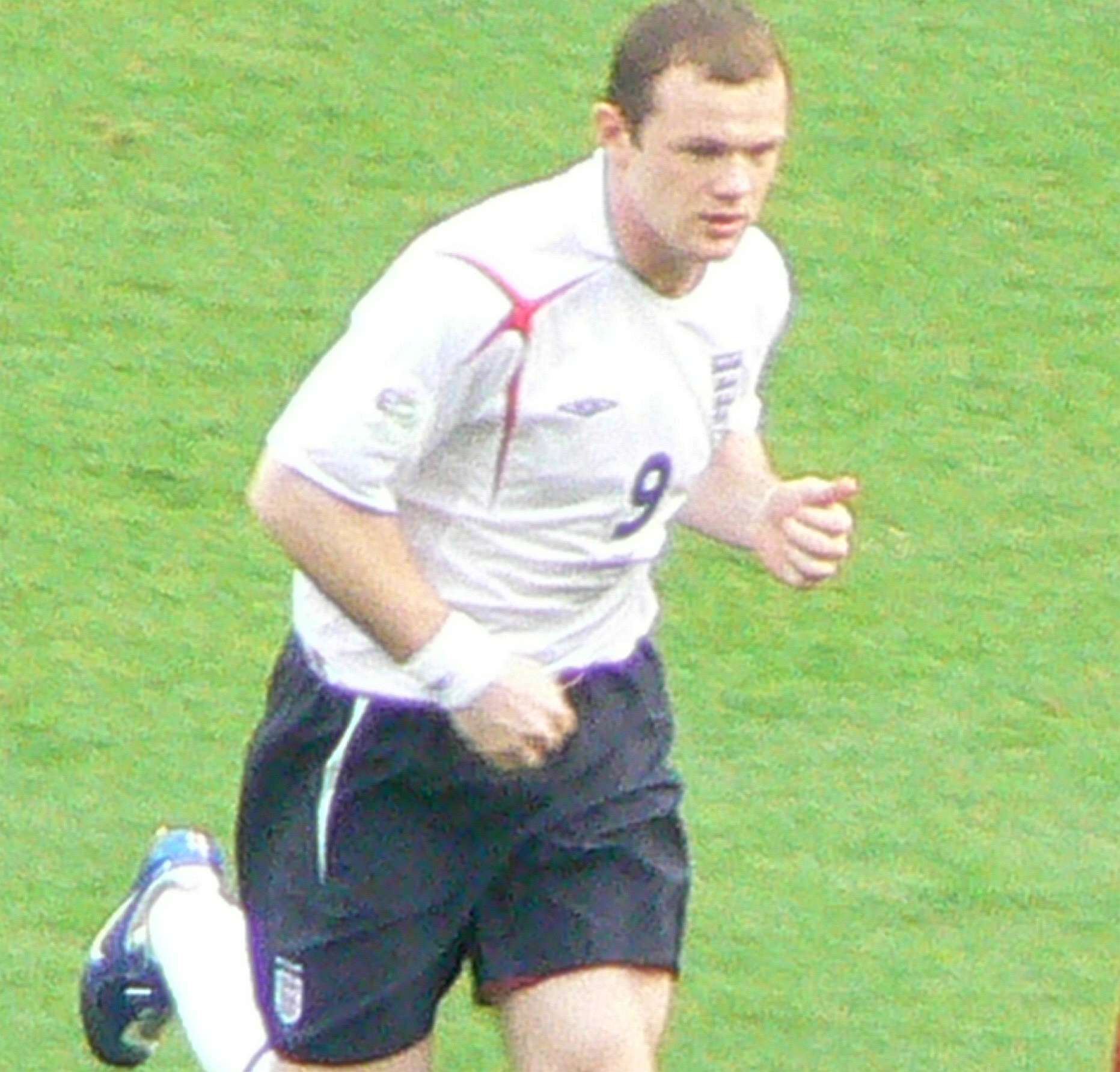
Rooney trong màu áo đội tuyển Anh.

Rooney đã trở thành cầu thủ trẻ nhất chơi cho đội tuyển Anh lúc 17 tuổi 111 ngày khi anh giành được cơ hội đầu tiên của mình trong một trận giao hữu với đội tuyển Úc vào ngày 12 tháng 2 năm 2003 tại sân Upton Park. Sau này, cầu thủ trẻ của Arsenal là Theo Walcott đã phá vỡ kỷ lục của Rooney khi xuất hiện trong màu áo đội tuyển Anh vào ngày 30 tháng 6 năm 2006.

### Euro 2004
Rooney có trận ra mắt đội tuyển bóng đá quốc gia Anh vào ngày 2 tháng 4 năm 2003 trong chiến thắng 2–0 trước Thổ Nhĩ Kỳ ở vòng loại Giải vô địch bóng đá châu Âu 2004. Ngày 6 tháng 9, anh tiếp tục phá kỷ lục là cầu thủ trẻ nhất ghi bàn cho đội tuyển quốc gia với bàn thắng gỡ hòa trong trận thắng 2–1 trước Macedonia, lúc 17 tuổi 317 ngày. 3 ngày sau đó, anh có bàn thắng thứ hai tại vòng loại trong trận thắng Liechtenstein 2–0 tại Old Trafford.
Ngày 17 tháng 6 năm 2004, anh trở thành cầu thủ trẻ nhất từng ghi bàn ở một kỳ Giải vô địch bóng đá châu Âu với cú đúp vào lưới đội tuyển Thụy Sĩ, khi anh mới 18 tuổi, 7 tháng và 24 ngày, phá kỉ lục trước đó của cầu thủ người Nam Tư Dragan Stojkovic lập tại Giải vô địch bóng đá châu Âu 1984. Tuy nhiên, kỷ lục này của Rooney đã bị tiền đạo của đội tuyển Thụy Sĩ Johan Vonlanthen phá vỡ chỉ bốn ngày sau đó. Trong trận tứ kết gặp Bồ Đào Nha, Rooney bị chấn thương và phải rời sân ở phút 27 của trận đấu. Đội tuyển Anh sau đó đã bị loại khi thua 6–5 ở loạt sút luân lưu.

### World Cup 2006
Sau một chấn thương bàn chân trong một trận đấu vào tháng 4 năm 2006 ở giải Premier League, Rooney phải đối mặt với một cuộc chạy đua trong phòng tập thể lực để kịp lành lặn cho Giải vô địch bóng đá thế giới 2006. Anh đã cố gắng để đẩy nhanh việc hồi phục thể lực của mình bằng cách sử dụng phương pháp điều trị rất lạ mắt là tập luyện trong lều oxy, cho phép Rooney kịp tham gia trận đấu thứ hai tại vòng bảng với Trinidad & Tobago và trận đấu tiếp theo với Thụy Điển. Tuy nhiên, anh không bao giờ có thể trở lại đúng phong độ như trước và đã không ghi bàn trong hai trận này.
Trận tứ kết gặp Bồ Đào Nha quả thực là một trong những trận đấu đáng quên nhất trong sự nghiệp thi đấu của Rooney. Phút 62, anh bị thổi phạt do tranh bóng quá quyết liệt (đạp vào háng) với hậu vệ Ricardo Carvalho. Sự việc xảy ra ngay trước mặt trọng tài Horacio Elizondo và cầu thủ Cristiano Ronaldo của Bồ Đào Nha đã "thêm dầu vào lửa" khi chính anh cũng lao vào gây áp lực với trong tài để phạt thẻ Rooney. Quá bất bình vì hành động của người đồng đội ở M.U., Rooney đã xô cầu thủ chạy cánh người Bồ Đào Nha này ra và định nói chuyện phải quấy. Rất may các cầu thủ trên sân đã can ngăn hai cái đầu nóng này còn Rooney đã bị trọng tài người Argentina rút thẻ đỏ đuổi khỏi sân ngay lập tức. Sau khi Rooney rời khỏi sân, Ronaldo đã nháy mắt về phía ban huấn luyện Bồ Đào Nha với vẻ đầy đắc ý, hành động này của anh đã bị dư luận phản ứng dữ dội và đa số là ở các cầu thủ và người hâm mộ đội tuyển Anh. Sau đó, Rooney đã bị Liên đoàn bóng đá thế giới (FIFA) treo giò hai trận cùng khoản tiền phạt 5.000 Franc Thụy Sĩ (4.084 USD) đối với sự cố trên còn đội tuyển Anh thì bị loại bởi đối thủ nhiều duyên nợ Bồ Đào Nha, một lần nữa lại là trên chấm phạt đền với tỉ số là 3–1.

### Euro 2008
Ngày 13 tháng 10 năm 2007, Rooney đã ghi bàn vào lưới Estonia trong chiến thắng 3–0 của đội tuyển Anh trong khuôn khổ Vòng loại Euro 2008. Bàn thắng này cũng đã giúp anh giải tỏa cơn khát bàn thắng bàn thắng cho đội tuyển kéo dài từ Euro 2004. Bàn thắng thứ hai của anh tại vòng loại đến trong trận thua Nga 2–1. Tuy nhiên cuối cùng Rooney và đội tuyển Anh đã không thể vượt qua được vòng loại để có mặt tại Euro 2008 sau khi để thua Croatia 2–3 ở lượt trận cuối cùng.

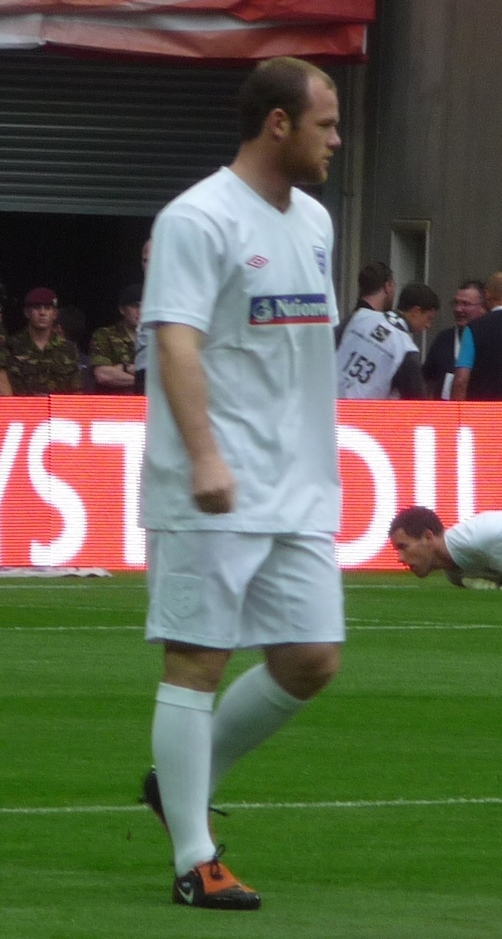
Rooney luyện tập với đội tuyển Anh năm 2009.

### World Cup 2010
Tại lượt đấu thứ hai của Vòng loại giải vô địch bóng đá thế giới 2010 khu vực châu Âu với Croatia, Rooney đã chấm dứt cơn khát bàn thắng kéo dài 11 tháng của mình với pha ghi bàn nâng tỉ số trận đấu lên 3–0. Sau đó anh lần lượt lập được các cú đúp trong chiến thắng 5–1 trước Kazakhstan ngày 12 tháng 10 năm 2008 và chiến thắng 3–1 trước Belarus ba ngày sau đó.
Ngày 6 tháng 6 năm 2009, Rooney tiếp tục lập công trong chiến thắng 4–0 trước Kazakhstan, chiến thắng thứ sáu liên tiếp của đội tuyển Anh tại vòng loại với bàn thắng tuyệt đẹp từ một cú xoay người đẳng cấp cao. Bốn ngày sau đó là cú đúp vào lưới Andorra trong chiến thắng 6–0. Ngày 9 tháng 9 năm 2009, anh đã ghi bàn thắng ấn định tỉ số 5–1 trong trận đấu với Croatia, qua đó không những giúp đội tuyển Anh trả được món nợ cách đây hai năm mà còn chính thức giành tấm vé tới Nam Phi dự Giải vô địch bóng đá thế giới 2010 trước hai lượt trận đấu. Rooney đã kết thúc vòng loại với 9 bàn thắng cả thảy.
Tuy nhiên, Giải vô địch bóng đá thế giới 2010 là một giải đấu đáng thất vọng với đội tuyển Anh nói chung và Rooney nói riêng khi anh không thể ghi được một bàn thắng nào trên đất Nam Phi. Ngoài ra, anh còn làm mất lòng các cổ động viên nhà trong trận đấu không bàn thắng với Algérie tại vòng bảng. Trong trận đấu đó, các cổ động viên đội tuyển Anh đã la ó Rooney vì anh thi đấu quá mờ nhạt. Khi trận đấu kết thúc, Rooney tình cờ đi ngang qua một chiếc máy quay truyền hình và trút hết bực bội vào ống kính: "Thật quá hay khi thấy cổ động viên đội nhà la ó cầu thủ của mình. Trung thành kiểu quái gì thế không biết". Sau khi nhận được làn sóng phản đối của người dân nước Anh về hành động này, Rooney đã xin lỗi các cổ động viên trong một cuộc họp báo của FA. Còn đội tuyển Anh thì sau đó thi đấu chật vật và bị loại đầy cay đắng với tỉ số 4–1 trong trận đấu ở vòng 1/8 với đội tuyển Đức.

### Euro 2012
Ngày 13 tháng 10 năm 2011, Rooney đã phải nhận án treo giò 3 trận vì anh đã có pha phạm lỗi thô bạo với hậu vệ Miodrag Dzudovic trong trận đấu với Montenegro. Nhưng may cho anh là anh đã được ban lãnh đạo UEFA giảm án phạt xuống còn 2 trận. Trong trận đấu cuối vòng bảng Euro 2012, chính anh là người ghi bàn duy nhất cho đội tuyển Anh vào lưới của Ukraine và tự ghi tên đội mình vào vòng tứ kết. Trong trận đấu này, mặc dù anh đã sút penalty thành công trong loạt đá luân lưu với Ý nhưng lại không thể đưa đội tuyển Anh vào vòng bán kết.

### World Cup 2014
Ngày 12 tháng 10 năm 2012, Rooney lọt vào top 5 cầu thủ ghi bàn nhiều nhất cho Đội Tuyển bóng đá Anh khi anh ghi bàn thắng thứ 30 và thứ 31 ở lượt trận vòng loại World Cup 2014 trước San Marino cũng trong trận đấu ấy Rooney lần đầu tiên được chơi với tư cách là một thủ quân (đội trưởng) của đội. Ngày 6 tháng 2 năm 2013, Rooney góp công một bàn trong chiến thắng 2–1 trước đội từng 5 lần vô địch World Cup Brazil tại một trận đấu giao hữu. Vào tháng 3 Rooney ghi bàn đều đặn trước các đội bóng San Mario, Montenegro tại vòng loại World Cup 2014 trước khi ghi bàn trong trận hòa 2–2 Brazil tại sân vận động Maracanã. Ngày 11 tháng 10 năm 2013, anh ghi bàn trong thắng lợi 4–1 trước Montenegro. Rooney kết thúc chiến dịch vòng loại World Cup 2014 với 7 bàn thắng, nhiều nhất trong đội tuyển.
Tại Giải vô địch bóng đá thế giới 2014, anh cùng đội tuyển đối đầu với tuyển Ý và có pha kiến tạo cho Daniel Sturridge ghi bàn gỡ hòa nhưng kết thúc lại là một trận thua 2–1. Trận tranh tài thứ hai với tuyển Uruguay tại sân Arena Corinthians, Rooney có bàn đầu tiên tại các vòng chung kết World Cup tính từ lúc anh tham dự vòng chung kết World Cup 2006, với bàn san bằng tỷ số ở phút 75 trước khi Luis Suarez ấn định tỷ số 2–1 cho Uruguay ở phút 84. Lượt cuối vòng bảng Tuyển Anh hòa thất vọng 0–0 Costa Rica qua đó kết thúc với vị trí chót bảng và ngậm ngùi rời cuộc chơi, Rooney mặc dù đóng góp nhiều bàn thắng cho Tam Sư tại chiến dịch lần này nhưng anh vẫn không thoát khỏi những phát ngôn, ngòi bút chỉ trích từ các chuyên gia, họ cho rằng chung quy lại anh đã có một màn trình diễn tội tệ tại giải đấu năm nay.

### Euro 2016
Sau khi Steven Gerrard tuyên bố giải nghệ sau World Cup 2014, huấn luyện viên Roy Hodgson chỉ định Wayne Rooney sẽ là tân đội trưởng. Ngày 03/09/2014, trong trận giao hữu với Na Uy Rooney ghi bàn trên chấm penalty mang về chiến thắng 1–0 cho đội bóng. Cũng trong tháng 9/2014 anh đã nhanh chóng thể hiện phẩm chất lãnh đạo khi tổ chức một cuộc meeting với các đồng đội khác. Về việc này Rooney giải thích: "Dĩ nhiên huấn luyện viên đã đề ra chiến thuật trận đấu cho đội nhưng các cầu thủ chúng tôi lại không giành nhiều thời gian cho nhau nên để kết nối tình đoàn kết giữa các đồng đội để họ có được sự tự tin và biết rõ vai trò của mình, tôi đã lập ra cuộc họp này với mục đích để các cầu thủ bày tỏ quan điểm ý kiến cá nhân, những đều mà họ không thể hoặc ngại nói khi huấn luyện viên ở đó". Ngày 15/11/2014, Rooney có trận đấu thứ 100 cho đội tuyển khi đối đầu Slovenia tại vòng loại Euro 2016 anh có bàn gỡ hòa trên chấm 11 mét và kết thúc với thắng lợi 3–1 cho tuyển Anh. Khi đụng Slovenia tại lượt về ngày 14/06/2015, Rooney ghi bàn những phút cuối giúp Anh có thắng lợi kịch tính 3–2, đây cũng là bàn thắng thứ 48 trong màu áo tam sư và nó giúp anh vươn lên vị trí thứ hai chia sẻ thành tích với cựu cầu thủ Gary Lineker và kém Bobby Charlton đúng một bàn. Trong lần xuất hiện thứ 106, Rooney cân bằng số bàn thắng với Charlton với 49 bàn khi thực hiện thành công quả penalty khi đụng nhược tiểu San Marino ngày 5 tháng 9 năm 2015. Ngày 8 tháng 9 năm 2015, với pha đá phạt đền thành công vào lưới Thụy Sĩ tại Wembley, Rooney phá kỷ lục của tiền bối Bobby Charlton với 50 bàn và chơi 107 trận cho Tam sư, bằng với số trận Andy Cole và đứng thứ 5 trong số các cầu thủ có số trận nhiều nhất cho đội tuyển và đây cũng là bàn thứ 300 trong sự nghiệp thi đấu chuyên nghiệp của anh tính từ câu lạc bộ quốc nội đến tuyển quốc gia.
Tại vòng bảng Euro 2016, tuyển Anh gặp Nga trên Sân vận động Vélodrome tại Marseille vào ngày 11 tháng 6, Rooney được xếp đá tiền vệ trung tâm ngay từ đầu trận và được đài BBC bầu là cầu thủ xuất sắc nhất trận sau trận hòa 1–1. Ngày 27 tháng 6, anh mở tỷ số trên chấm phạt đền trong trận thua ngược Iceland 2–1, qua đó Anh đừng chân tại vòng 16 đội. Một thành tích đáng thất vọng nữa của bóng đá Anh từ sau ám kịch World Cup 2014.

### World Cup 2018
Ngày 4 tháng 9, Rooney có trận thứ 116 khi Anh đánh bại Slovakia tại vòng loại World Cup 2018, trận đấu đó giúp Rooney đứng thứ 2 về số lần ra sân nhiều nhất tuyển Anh, hiện Peter Shilton vẫn là người nắm giữ vị trí độc tôn với 125 lần ra sân.

## Phong cách thi đấu

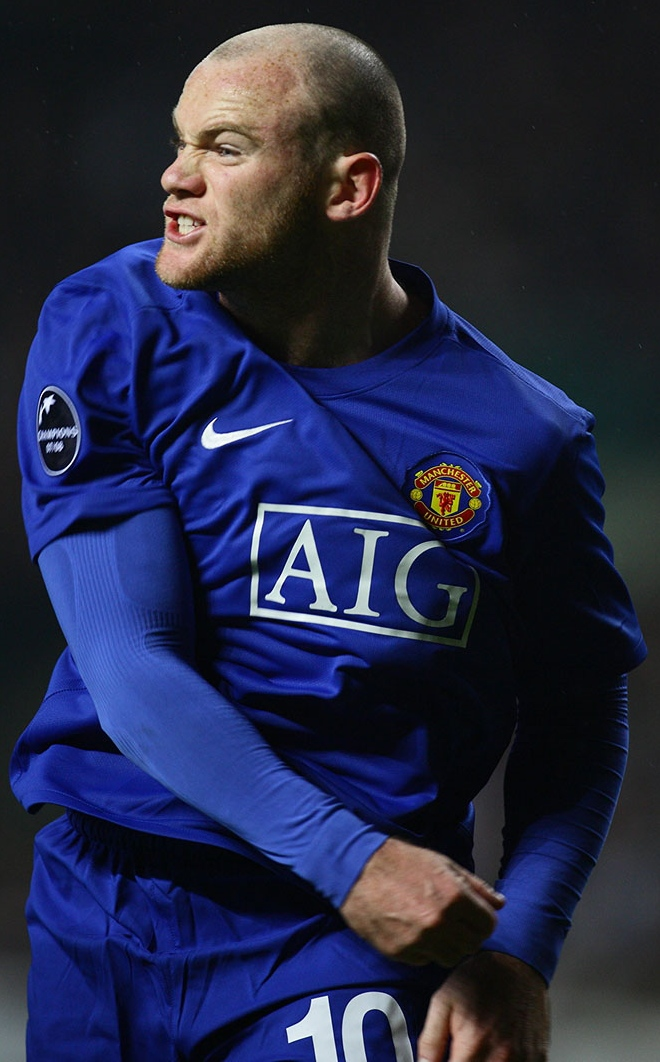
Rooney luôn bùng nổ mỗi khi có mặt trên sân.

Wayne Rooney là một trong những tiền đạo toàn diện nhất thế giới hiện nay. Anh tuyệt vời ở cả khả năng di chuyển với bóng và không bóng, nhãn quan chiến thuật tinh tường cùng lối chơi vô cùng xông xáo, Không đề cao kĩ thuật, Rooney là mẫu tiền đạo thuần chất Anh, lối đá rất đơn giản gọn gàng và luôn đặt hiệu quả lên hàng đầu. Chiều cao tương đối thua thiệt so với một tiền đạo (1m76) nhưng bù lại anh có nền tảng thể lực, sự lì bóng và sức càng lướt rất tốt, điều này không khó hiểu khi anh đã từng tập quyền anh. Rooney thường ghi rất nhiều bàn thắng đẹp từ ngoài vòng cấm nhờ khả năng dứt điểm căng, tinh tế, chuẩn xác. Điều này đã giúp anh chiếm được lòng tin của huấn luyện viên Alex Ferguson để lãnh trách nhiệm đá phạt cho M.U. kể từ sau khi Ronaldo ra đi.
Điểm hạn chế của Rooney là tính khí nóng nảy bất thường đã bị nhiều đồng đội cũng như các huấn luyện viên nhắc nhở. Trong trận đá tập giữa đội tuyển Anh với câu lạc bộ Platinum Stars của Nam Phi trước thềm World Cup 2010, anh đã văng tục với trọng tài bắt chính trận đấu ông Jeff Selogilwe. Sau đó, anh còn quát với cổ động viên của mình trong trận hòa đáng thất vọng trước Algérie. Đó không phải là lần đầu tiên Rooney bộc lộ sự yếu kém về mặt kiềm chế, ở World Cup 2006 Rooney từng bị đuổi khỏi sân sau khi đạp vào háng Carvalho. Còn tại Premier League, anh có tới hơn 60 lần bị phạt thẻ (bao gồm cả thẻ vàng và thẻ đỏ), một con số thẻ phạt quá nhiều đối với một tiền đạo, người hiếm khi phải phạm lỗi.
Wayne Rooney 
Một điểm đặc biệt nữa là anh có thể chơi mọi vị trí trên hàng tiền đạo. Chính vì sự đa năng này nên anh không bao giờ vắng mặt trong các cuộc gọi lên tuyển Anh. Có tài năng nhưng những thành công trong màu áo đội tuyển Anh vẫn né tránh Rooney. Với hai kỳ World Cup 2006 và 2010 bết bát cùng 1 vòng loại Euro 2008 không thể tồi tệ hơn, Rooney đang thực sự bị đặt nhiều dấu hỏi cho sự cống hiến hạn chế ở đội tuyển Anh. Thi đấu cho United tốt như thế, nhưng khi khoác trên mình chiếc áo màu trắng của "Tam Sư" thì Rooney lại không thể hiện được những gì mà mình có tại câu lạc bộ. Chính Darren Fletcher, một đồng đội của anh tại câu lạc bộ đã khẳng định rằng "Rooney thi đấu cho M.U. tốt hơn ở tuyển Anh" còn Rooney cũng đã từng lý giải rằng do lịch thi đấu dày đặc ở Premier League, đặc biệt là giai đoạn giáng sinh đã vắt kiệt thể lực của anh cùng các đồng đội.

## Nhận xét
| “           | Mỗi khi cậu ấy có bóng tấn công là khán đài lại ầm vang cổ vũ và tràn đầy hy vọng còn hậu vệ đối phương thì lại tỏ vẻ lo lắng vì cậu ấy là mối đe doạ thường trực với bất cứ cầu môn đội bóng nào. | ” |
| — Denis Law | |   |

| “             | Ở tuổi 18, đơn giản những điều cậu ta làm là không thể tin nổi, tôi không có thói quen khen các cầu thủ thời nay - như David Beckham chưa bao giờ khiến tôi ấn tượng nhưng Rooney lại có tất cả mọi thứ, với tài năng của Wayne mà để cậu ta có bóng thì hãy thưởng thức như khi đi xem bắn pháo hoa và thật không dễ để cản được cậu ta. | ” |
| — George Best | |   |

| “              | Rooney là một tiền đạo đẳng cấp thế giới và là mũi nhọn nguy hiểm nhất của Man United, bạn có thể nhận thấy rõ sự quyết tâm trên khuôn mặt Rooney khi xem anh ấy thi đấu. | ” |
| — Alan Shearer | |   |

| “                | Rooney là một tài năng lạ thường và đã đạt được rất nhiều thứ khi còn quá trẻ, và anh ấy vẫn có thể tiếp tục chinh phục để trở thành một tên tuổi như huyền thoại Bobby Charlton. | ” |
| — Diego Maradona | |   |

| “                          | Một tiền đạo có tầm nhìn chiến thuật cùng khả năng quan sát và đọc trận đấu rất tốt ở độ tuổi còn rất trẻ, xem cậu ấy thi đấu ta cảm giác như đó là một danh thủ dày dạn kinh nghiệm vậy. | ” |
| — huấn luyện viên Eriksson | |   |

| “              | Với tôi, Rooney là cầu thủ nước Anh vĩ đại nhất trong thế hệ của mình. Những gì mà Rooney làm được trên sân cỏ là vô cùng đặc biệt. Messi bất ngờ nói về Rooney: Rooney là một trong số ít cầu thủ hiện tại đủ sức khoác áo bất kỳ CLB lớn nào ở châu Âu". | ” |
| — Lionel Messi | |   |

## Đời tư

### Gia đình

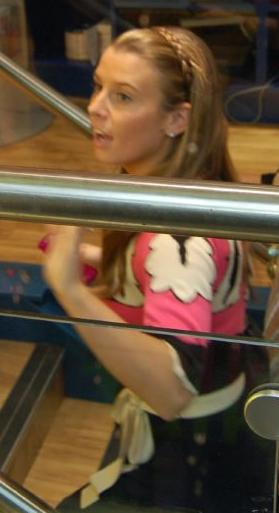
Vợ của Rooney, Coleen, vào tháng 10 năm 2006

Anh gặp Coleen Rooney (tên thời thiếu nữ: Coleen Mary McLoughlin) khi cả hai đều ở trong năm cuối của trường trung học và họ đã kết hôn vào ngày 12 tháng 6 năm 2008 sau 6 năm hẹn hò. Đám cưới của Rooney và Coleen được tổ chức tại Ý và Coleen đã mời ban nhạc Stereophonics mà chồng yêu thích tới biểu diễn vào ngày cưới. Đám cưới này đã gây ra một số tranh cãi với Giáo hội Công giáo Roma. Mặc dù văn phòng giám mục địa phương phản đối lại kế hoạch và cảnh báo rằng La Cervara là nơi hoàn tục và không thích hợp cho một đám cưới ồn ào, họ đề nghị một nhà thờ khác cách đó 5 dặm. Tuy nhiên, cặp vợ chồng trẻ đã bỏ qua lời can ngăn và đám cưới vẫn được diễn ra như kế hoạch và sau đó cặp vợ chồng này đã có kỳ trăng mật ở Las Vegas, Mỹ. Vợ của Rooney, Coleen công bố vào ngày 12 tháng 4 năm 2010 rằng cặp vợ chồng đã có em bé trai đầu lòng của họ, Kai Wayne Rooney. Mặc dù thực tế cậu bé đã ra đời từ ngày 2 tháng 11 năm 2009.
Rooney cư trú tại một biệt thự trị giá 4.250.000 bảng ở làng Prestbury, Cheshire, được xây dựng bởi một công ty thuộc sở hữu của Dawn Ward, vợ của cựu tiền đạo Sheffield United là Ashley Ward. Anh cũng sở hữu tài sản ở Port Charlotte, Florida. Ngoài bóng đá, Rooney còn có sở thích sưu tập xe hơi, cho tới nay anh đã có hơn 15 chiếc siêu xe.
Em trai của anh, John Rooney, cũng là một cầu thủ bóng đá chuyên nghiệp và đang thi đấu ở giải Major League Soccer của Mỹ cho đội New York Red Bulls sau khi được đội bóng này tuyển chọn qua sự kiện MLS SuperDraft.

### Tai tiếng
Vào tháng 4 năm 2006, Rooney đã kiện hai tờ báo lá cải ở Anh là The Sun và News of the World vì đăng đàn thêu dệt rằng anh đã hành hung Coleen trong một hộp đêm. Sau đó, Rooney được bồi thường 100,000 £ và anh đã tặng số tiền đó cho hội từ thiện.
Năm 2004 khi còn ở Everton, nhiều nguồn phương tiện truyền thông tiết lộ rằng Rooney đã lần lượt quan hệ tình dục với hai gái mại dâm là Charlotte Glover và sau đó là một người phụ nữ đáng tuổi mẹ anh (48 tuổi) tại thành phố Liverpool. Sau đó, anh đã phải công khai xin lỗi người hâm mộ và báo giới. Ngày 5 tháng 9 năm 2010, báo chí tiếp tục rộ lên thông tin rằng Rooney đã có quan hệ tình dục với cô gái bán hoa Jenny Thompson nhiều lần kể cả khi người vợ của anh đang mang thai vào năm 2009.

### Lợi ích thương mại
Ngày 9 tháng 3 năm 2006, Rooney đã ký một hợp đồng xuất bản cuốn sách thể thao với Harper Collins, người đã cấp cho anh một khoản tiền ứng trước là 5 triệu bảng cộng với tiền nhuận bút cho tối thiểu là 5 cuốn sách được xuất bản trong khoảng thời gian 12 năm. Cuốn sách đầu tiên, My Story So Far, một cuốn tự truyện được trợ giúp bởi Hunter Davies đã được xuất bản sau World Cup. Nội dung cuốn sách đã khiến cho mối quan hệ giữa Wayne và người thầy cũ ở Everton là David Moyes trở nên sứt mẻ. Trong cuốn sách của mình Rooney nói rằng do sự độc đoán của Moyes đã ép buộc anh phải rời Everton dù trong lòng anh không hề muốn vậy, anh cũng tiết lộ rằng mình đã nói chuyện với ông Moyes về ý định muốn rời khỏi Everton sau khi bị báo chí phanh phui những hoạt động ăn chơi, trác táng của mình và buộc tội huấn luyện viên này tiết lộ chuyện đời sống riêng tư của anh với tờ Liverpool Echo. Sau khi quyển tự truyện này tới tay David Moyes, ông đã đâm đơn kiện học trò cũ vì những lời lẽ "vô căn cứ" mà Rooney sử dụng trong cuốn sách. Vụ ồn ào đã được giải quyết tại tòa án vào ngày 3 tháng 6 năm 2008 và kết quả là Rooney bị phạt 500.000 bảng, sau đó anh đã gửi lời xin lỗi tới Moyes cho việc "tuyên bố sai sự thật" mà anh đã thực hiện trong cuốn sách và về các vấn đề khác. Rooney tiếp tục xuất bản thêm cuốn sách thứ hai, The Official Wayne Rooney Annual, nhắm vào thị trường thanh thiếu niên là chính và được biên tập bởi nhà báo bóng đá Chris Hunt.
Trong tháng 7 năm 2006, luật sư của Rooney đã đi đến Tổ chức Sở hữu Trí tuệ Thế giới (Tiếng Anh: World Intellectual Property Organization – WIPO) của Liên Hợp Quốc để đạt được quyền sở hữu tên miền của hai trang web là waynerooney.com và waynerooney.co.uk, cả hai đều do diễn viên người Wales Huw Marshall đăng ký trong năm 2002. Ba tháng sau đó, WIPO đã trao cho Rooney quyền để sở hữu trang waynerooney.com.
Rooney đã ký hợp đồng quảng cáo các với công ty Nike, Nokia, Ford, Asda, Coca-Cola và bia Tiger. Anh đã xuất hiện trên bìa quảng cáo của loạt game FIFA phiên bản ở Vương quốc Anh từ FIFA 06 (2005) tới FIFA 10 (2009). Năm 2010, Wayne Rooney đầu tư một khoảng kinh phí lớn là 100.000 bảng để sản xuất bộ phim 3D Avatar và đã thu được lợi nhuận khá cao.

## Thống kê sự nghiệp
| Câu lạc bộ          | Mùa giải            | Giải đấu            | Giải đấu | Giải đấu | Cúp quốc gia | Cúp quốc gia | Cúp Liên đoàn | Cúp Liên đoàn | Châu lục | Châu lục | Khác | Khác | Tổng cộng | Tổng cộng |
| Câu lạc bộ          | Mùa giải            | Hạng đấu            | Trận     | Bàn      | Trận         | Bàn          | Trận          | Bàn           | Trận     | Bàn      | Trận | Bàn  | Trận      | Bàn       |
| ------------------- | ------------------- | ------------------- | -------- | -------- | ------------ | ------------ | ------------- | ------------- | -------- | -------- | ---- | ---- | --------- | --------- |
| Everton             | 2002–03             | Premier League      | 33       | 6        | 1            | 0            | 3             | 2             | –        | –        | –    | –    | 37        | 8         |
| Everton             | 2003–04             | Premier League      | 34       | 9        | 3            | 0            | 3             | 0             | –        | –        | –    | –    | 40        | 9         |
| Everton             | Tổng cộng           | Tổng cộng           | 67       | 15       | 4            | 0            | 6             | 2             | –        | –        | –    | –    | 77        | 17        |
| Manchester United   | 2004–05             | Premier League      | 29       | 11       | 6            | 3            | 2             | 0             | 6        | 3        | 0    | 0    | 43        | 17        |
| Manchester United   | 2005–06             | Premier League      | 36       | 16       | 3            | 0            | 4             | 2             | 5        | 1        | –    | –    | 48        | 19        |
| Manchester United   | 2006–07             | Premier League      | 35       | 14       | 7            | 5            | 1             | 0             | 12       | 4        | –    | –    | 55        | 23        |
| Manchester United   | 2007–08             | Premier League      | 27       | 12       | 4            | 2            | 0             | 0             | 11       | 4        | 1    | 0    | 43        | 18        |
| Manchester United   | 2008–09             | Premier League      | 30       | 12       | 2            | 1            | 1             | 0             | 13       | 4        | 3    | 3    | 49        | 20        |
| Manchester United   | 2009–10             | Premier League      | 32       | 26       | 1            | 0            | 3             | 2             | 7        | 5        | 1    | 1    | 44        | 34        |
| Manchester United   | 2010–11             | Premier League      | 28       | 11       | 2            | 1            | 0             | 0             | 9        | 4        | 1    | 0    | 40        | 16        |
| Manchester United   | 2011–12             | Premier League      | 34       | 27       | 1            | 2            | 0             | 0             | 7        | 5        | 1    | 0    | 43        | 34        |
| Manchester United   | 2012–13             | Premier League      | 27       | 12       | 3            | 3            | 1             | 0             | 6        | 1        | –    | –    | 37        | 16        |
| Manchester United   | 2013–14             | Premier League      | 29       | 17       | 0            | 0            | 2             | 0             | 9        | 2        | 0    | 0    | 40        | 19        |
| Manchester United   | 2014–15             | Premier League      | 33       | 12       | 4            | 2            | 0             | 0             | –        | –        | –    | –    | 37        | 14        |
| Manchester United   | 2015–16             | Premier League      | 28       | 8        | 5            | 2            | 2             | 1             | 6        | 4        | –    | –    | 41        | 15        |
| Manchester United   | 2016–17             | Premier League      | 25       | 5        | 2            | 1            | 4             | 0             | 7        | 2        | 1    | 0    | 39        | 8         |
| Manchester United   | Tổng cộng           | Tổng cộng           | 393      | 183      | 40           | 22           | 20            | 5             | 98       | 39       | 8    | 4    | 559       | 253       |
| Everton             | 2017–18             | Premier League      | 31       | 10       | 1            | 0            | 1             | 0             | 7        | 1        | –    | –    | 40        | 11        |
| D.C. United         | 2018                | Major League Soccer | 20       | 12       | 0            | 0            | –             | –             | –        | –        | 1    | 0    | 21        | 12        |
| D.C. United         | 2019                | Major League Soccer | 28       | 11       | 2            | 2            | –             | –             | –        | 1        | 0    | 31   | 13        |           |
| D.C. United         | Tổng cộng           | Tổng cộng           | 48       | 23       | 2            | 2            | –             | –             | –        | –        | 2    | 0    | 52        | 25        |
| Derby County        | 2019–20             | Championship        | 20       | 5        | 4            | 1            | –             | –             | –        | –        | –    | 24   | 6         |           |
| Derby County        | 2020–21             | Championship        | 10       | 1        | 0            | 0            | 1             | 0             | –        | –        | –    | 11   | 1         |           |
| Derby County        | Tổng cộng           | Tổng cộng           | 30       | 6        | 4            | 1            | 1             | 0             | –        | –        | –    | –    | 35        | 7         |
| Tổng cộng sự nghiệp | Tổng cộng sự nghiệp | Tổng cộng sự nghiệp | 569      | 237      | 51           | 25           | 28            | 7             | 105      | 40       | 10   | 4    | 763       | 313       |

1. ↑  Bao gồm FA Cup, U.S. Open Cup
2. 1 2 3 4 5 6 7 8 9 10  Ra sân tại UEFA Champions League
3. 1 2 3 4 5  Ra sân tại FA Community Shield
4. ↑  Hai lần ra sân và ba bàn thắng trong FIFA Club World Cup, một lần ra sân tại UEFA Super Cup
5. ↑  Bốn lần ra sân và hai bàn thắng trong UEFA Champions League, ba lần ra sân và ba bàn thắng trong UEFA Europa League
6. 1 2  Ra sân tại UEFA Europa League
7. 1 2  Ra sân tại MLS Cup Playoffs

### Đội tuyển quốc gia
| Đội tuyển bóng đá Anh | Đội tuyển bóng đá Anh | Đội tuyển bóng đá Anh |
| Năm                   | Trận                  | Bàn                   |
| --------------------- | --------------------- | --------------------- |
| 2003                  | 9                     | 3                     |
| 2004                  | 11                    | 6                     |
| 2005                  | 8                     | 2                     |
| 2006                  | 8                     | 1                     |
| 2007                  | 4                     | 2                     |
| 2008                  | 8                     | 5                     |
| 2009                  | 9                     | 6                     |
| 2010                  | 11                    | 1                     |
| 2011                  | 5                     | 2                     |
| 2012                  | 5                     | 4                     |
| 2013                  | 10                    | 6                     |
| 2014                  | 13                    | 8                     |
| 2015                  | 8                     | 5                     |
| 2016                  | 10                    | 2                     |
| 2017                  | 0                     | 0                     |
| 2018                  | 1                     | 0                     |
| Tổng cộng             | 120                   | 53                    |

### Sự nghiệp huấn luyện viên
Tính đến ngày 14 tháng 9 năm 2021
| Derby County | 27 tháng 11 năm 2020 | nay       | 45 | 11 | 13 | 21 | 024,44 |
| Tổng cộng    | Tổng cộng            | Tổng cộng | 45 | 11 | 13 | 21 | 024,44 |

## Danh hiệu

### Câu lạc bộ
Manchester United
- Premier League: 2006–07, 2007–08, 2008–09, 2010–11, 2012–13
- FA Cup: 2015–16
- EFL Cup: 2005–06, 2009–10, 2016–17
- FA Community Shield: 2007, 2010, 2011, 2016
- UEFA Champions League: 2007–08
- UEFA Europa League: 2016–17
- FIFA Club World Cup: 2008

### Cá nhân
- Bàn thắng đẹp nhất trong 20 năm Giải ngoại hạng Anh: 1992-2012[278]
- Bàn thắng đẹp nhất mùa giải (2): 2004-05, 2006-07
- Bàn thắng đẹp nhất tháng (5): 10/2003, 1/2005, 4/2005, 1/2007, 3/2007
- Cầu thủ xuất sắc nhất năm của PFA (1): 2009-10
- Cầu thủ trẻ xuất sắc nhất năm của PFA (2): 2004-05, 2005-06
- Cầu thủ được hâm mộ nhất năm của PFA (2): 2005-06, 2009-10
- Cầu thủ trẻ xuất sắc nhất năm của BBC Sport (1): 2002
- Cầu thủ xuất sắc nhất năm của FWA (1): 2009-10
- Cầu thủ trẻ xuất sắc nhất năm của FIFPro World (1): 2004-05
- Cầu thủ xuất sắc nhất tháng của giải Ngoại hạng Anh (5): 2/2005, 12/2005, 3/2006, 10/2007, 1/2010, 11/2010[279]
- Cầu thủ xuất sắc nhất mùa giải của Barclays (1): 2009-10
- Cầu thủ xuất sắc nhất FIFA Club World Cup (1): 2008
- Cầu thủ Anh xuất sắc nhất năm (2): 2008,[280] 2009, 2014, 2015[281]
- Danh sách cầu thủ xuất sắc nhất châu Âu (1): 2009-10[282]
- Đội hình Giải Ngoại hạng Anh xuất sắc nhất năm của PFA (2): 2005-06, 2009-10
- Đội hình xuất sắc nhất giải đấu của UEFA Euro 2004
- Giải thưởng Bravo (Tôn vinh) (1): 2003
- Giải thưởng của Sir Matt Busby (2): 2005-06, 2009-10
- Cậu bé vàng (Golden Boy) (1): 2004